# Список сезонов Премьер-лиги КВН (2013—)
Премьер-лига КВН — вторая по значимости лига КВН ТТО «АМиК» и, с 2003-го по 2020 годы, телепередача Первого канала.
В данном списке представлены сезоны лиги начиная с 2013 года.

## Сезон 2013
Сезон Премьер-лиги КВН 2013 года — 11-й сезон Премьер-лиги КВН.
Сезон прошёл по новой схеме, сочетающей обычную с накопительной: после игр 1/8-й финала в четвертьфинал проходят 12 команд с наибольшим количеством баллов по итогам всех трёх игр. В четвертьфиналах команды играют по обычной системе, пытаясь занять проходные места — по четыре в каждой игре.
Среди участников сезона, выпускники различных официальных лиг, включая чемпионов Лиги Москвы и Подмосковья — «Молодёжную сборную», Среднеазиатской лиги — «Сборную Тамашоу» и Тихоокеанской лиги — «Метрополитен». «Сборная Тамашоу» — первый представитель Кыргызстана в Премьер-лиге с 2004 года. Также, впервые с 2007 года в Премьер-лиге играла команда из Казахстана — «Сборная Костанайской области», и впервые с 2010-го в лигу была приглашена Украинская команда — «Другой мир».
Две команды, участвующие в сезоне, являются новыми проектами. По ходу фестиваля «КиВиН 2013» Сборная МФЮА, уже состоявшая из участников команд «Люди людей» и Сборная МУГУ, объединилась с волгоградской командой «БеZлимит», и в этом новом составе была приглашена в сезон. На фестивале в Сочи был также представлен новый проект дагестанских КВНщиков.
В сезон были приглашены и четыре команды с опытом игр в Премьер-лиге: финалисты прошлого сезона, команда «Самоцветы — Наше серебро», и полуфиналисты «Мисс Мира», «Общага» и Сборная Алтайского края. Для команды из Барнаула этот сезон — третий. Для всех «ветеранов» сезон 2013 оказался неудачным, уже после первого круга из дальнейшей борьбы выбыли «Общага» и Сборная Алтайского края, на четвертьфинале остановились костромские «Самоцветы» и «Мисс Мира». Таким образом, в полуфинале оказались только новички Премьер-лиги.

### Состав
В сезон Премьер-лиги 2013 были приглашены 18 команд:
1. Омичи (Омск) — чемпионы Лиги Москвы и Подмосковья, участники Первой лиги, финалисты лиги «Сибирь», выступали под названием «Молодёжная сборная»
2. Сборная Тамашоу (Бишкек) — чемпионы Среднеазиатской лиги
3. Метрополитен (Хабаровск) — чемпионы Тихоокеанской лиги, финалисты лиги «Азия»
4. Молодость (Красноярск) — финалисты лиги «Азия»
5. Женская сборная «Ррр» (Ростов-на-Дону) — финалисты Краснодарской лиги
6. Сборная Костанайской области (Костанай) — финалисты Краснодарской лиги
7. Горизонт (Москва) — финалисты Лиги Москвы и Подмосковья
8. Саратов (Саратов) — финалисты Лиги Москвы и Подмосковья
9. Лас-Вегас (Энгельс) — финалисты Лиги Москвы и Подмосковья[4]
10. Малая земля (Батайск) — полуфиналисты Первой лиги
11. Другой мир (Луганск) — полуфиналисты Первой лиги, финалисты Кубка президента Украины
12. Шизгара (Воскресенское) — финалисты Первой лиги
13. Сборная МФЮА (Москва — Волгоград) — сборная команд Лиги Москвы и Подмосковья «Сборная МУГУ», «БеZлимит» и «Люди людей»
14. Сборная Дагестана (Махачкала) — сборная дагестанских команд КВН ДГУ, ДГТУ, МГОУ, ДГИНХ и ДГАУ
15. Общага (Чебоксары — Москва) — второй сезон в Премьер-лиге
16. Мисс Мира (Пенза) — второй сезон в Премьер-лиге
17. Сборная Алтайского края (Барнаул) — третий сезон в Премьер-лиге
18. Самоцветы — Наше серебро (Кострома) — второй сезон в Премьер-лиге, участники Кубка Президента Украины

Чемпионами сезона стали «Саратов» и Сборная МФЮА.

### Игры

#### ⅛ финала
Первая ⅛ финала
- Дата игры: 6 марта 2013
- Команды: Мисс Мира (Пенза), Сборная МФЮА (Москва – Волгоград), Сборная Тамашоу (Бишкек), Лас-Вегас (Энгельс), Молодость (Красноярск), Шизгара (Воскресенское)
- Жюри: Игорь Ласточкин, Сангаджи Тарбаев, Дмитрий Колчин, Иван Пышненко, Александр Гудков
- Конкурсы: Приветствие («Не такие, как все»), Биатлон, Музыкальное домашнее задание («Маленькие комедии»)

| Команда         | Приветствие | Биатлон | общий | МДЗ | Итого |
| --------------- | ----------- | ------- | ----- | --- | ----- |
| Мисс Мира       | 4,8         | 0,8     | 5,6   | 4,6 | 10,2  |
| Сборная МФЮА    | 4,6         | 1       | 5,6   | 4,2 | 9,8   |
| Сборная Тамашоу | 4,8         | 0,6     | 5,4   | 4,8 | 10,2  |
| Лас-Вегас       | 4,4         | 0,6     | 5     | 5   | 10    |
| Молодость       | 5           | 0,5     | 5,5   | 5   | 10,5  |
| Шизгара         | 4,8         | 0,9     | 5,7   | 5   | 10,7  |

Результат игры:
1. Шизгара
2. Молодость
3. Мисс Мира; Сборная Тамашоу
4. Лас-Вегас
5. Сборная МФЮА

Вторая ⅛ финала
- Дата игры: 7 марта 2013
- Команды: Сборная Алтайского края (Барнаул), Малая земля (Батайск), Сборная Дагестана (Махачкала), Молодёжная сборная (Омск), Женская сборная «Ррр» (Ростов-на-Дону), Другой мир (Луганск)
- Жюри: Игорь Ласточкин, Сангаджи Тарбаев, Дмитрий Колчин, Иван Пышненко, Александр Гудков
- Конкурсы: Приветствие («Не такие, как все»), Биатлон, Музыкальное домашнее задание («Маленькие комедии»)

| Команда                 | Приветствие | Биатлон | общий | МДЗ | Итого |
| ----------------------- | ----------- | ------- | ----- | --- | ----- |
| Сборная Алтайского края | 4,4         | 0,8     | 5,2   | 4,4 | 9,6   |
| Малая земля             | 4,4         | 0,6     | 5     | 4,6 | 9,6   |
| Сборная Дагестана       | 5           | 0,7     | 5,7   | 4,6 | 10,3  |
| Молодёжная сборная      | 5           | 1       | 6     | 4,8 | 10,8  |
| Женская сборная «Ррр»   | 4,8         | 0,9     | 5,7   | 4,4 | 10,1  |
| Другой мир              | 4,2         | 0,5     | 4,7   | 4,4 | 9,1   |

Результат игры:
1. Молодёжная сборная
2. Сборная Дагестана
3. Женская сборная «Ррр»
4. Малая земля; Сборная Алтайского края
5. Другой мир

Третья ⅛ финала
- Дата игры: 8 марта 2013
- Команды: Общага (Чебоксары – Москва), Горизонт (Москва), Сборная Костанайской области (Костанай), Метрополитен (Хабаровск), Саратов (Саратов), Самоцветы – Наше серебро (Кострома)
- Жюри: Игорь Ласточкин, Сангаджи Тарбаев, Дмитрий Колчин, Иван Пышненко, Александр Гудков
- Конкурсы: Приветствие («Не такие, как все»), Биатлон, Музыкальное домашнее задание («Маленькие комедии»)

| Команда              | Приветствие | Биатлон | общий | МДЗ | Итого |
| -------------------- | ----------- | ------- | ----- | --- | ----- |
| Общага               | 4,6         | 0,6     | 5,2   | 4,4 | 9,6   |
| Горизонт             | 5           | 0,6     | 5,6   | 4,6 | 10,2  |
| Костанайская область | 4,6         | 0,5     | 5,1   | 4,4 | 9,5   |
| Метрополитен         | 4,8         | 0,8     | 5,6   | 4   | 9,6   |
| Саратов              | 5           | 0,9     | 5,9   | 4,6 | 10,5  |
| Самоцветы            | 4,6         | 1       | 5,6   | 4,2 | 9,8   |

Результат игры:
1. Саратов
2. Горизонт
3. Самоцветы — Наше Серебро
4. Метрополитен; Общага
5. Сборная Костанайской области

| Команда                      | оценка |
| ---------------------------- | ------ |
| Молодёжная сборная           | 10,8   |
| Шизгара                      | 10,7   |
| Молодость                    | 10,5   |
| Саратов                      | 10,5   |
| Сборная Дагестана            | 10,3   |
| Горизонт                     | 10,2   |
| Мисс мира                    | 10,2   |
| Сборная Тамашоу              | 10,2   |
| Женская сборная «Ррр»        | 10,1   |
| Лас-Вегас                    | 10     |
| Самоцветы — Наше серебро     | 9,8    |
| Сборная МФЮА                 | 9,8    |
| Малая земля                  | 9,6    |
| Метрополитен                 | 9,6    |
| Общага                       | 9,6    |
| Сборная Алтайского края      | 9,6    |
| Сборная Костанайской области | 9,5    |
| Другой мир                   | 9,1    |

Дополнительно в четвертьфинал решением Александра Васильевича Маслякова проходит команда Метрополитен (третья игра), а решением Александра Александровича Маслякова — команда Малая земля (вторая игра). Таким образом, в четвертьфиналах 14 команд.

#### Четвертьфиналы
Первый ¼ финал
- Дата игры: 22 апреля 2013
- Команды: Молодёжная сборная (Омск), Шизгара (Воскресенское), Сборная МФЮА (Москва — Волгоград), Мисс Мира (Пенза), Сборная Тамашоу (Бишкек), Малая земля (Батайск), Лас-Вегас (Энгельс)
- Жюри: Азамат Мусагалиев, Евгений Донских, Ольга Картункова, Иван Пышненко, Сергей Писаренко
- Конкурсы: Приветствие («Кто не рискует…»), Биатлон, Фристайл («Своя игра»)

| Команда            | Приветствие | Биатлон | общий | Фристайл | Итого |
| ------------------ | ----------- | ------- | ----- | -------- | ----- |
| Молодёжная сборная | 5           | 1       | 6     | 5        | 11    |
| Шизгара            | 4           | 0,7     | 4,7   | 4,6      | 9,3   |
| Сборная МФЮА       | 5           | 0,8     | 5,8   | 5        | 10,8  |
| Мисс Мира          | 4           | 0,9     | 4,9   | 4        | 8,9   |
| Сборная Тамашоу    | 4,4         | 0,6     | 5     | 4,2      | 9,2   |
| Малая земля        | 4,8         | 0,7     | 5,5   | 5        | 10,5  |
| Лас-Вегас          | 4,6         | 0,6     | 5,2   | 4,8      | 10    |

Результат игры:
1. Молодёжная сборная
2. Сборная МФЮА
3. Малая земля
4. Лас-Вегас
5. Шизгара
6. Сборная Тамашоу
7. Мисс Мира

- В приветствии «Сборной МФЮА» принял участие Ровшан Аскеров

Второй ¼ финал
- Дата игры: 23 апреля 2013
- Команды: Молодость (Красноярск), Самоцветы — Наше серебро (Кострома), Горизонт (Москва), Саратов (Саратов), Сборная Дагестана (Махачкала), Женская сборная «Ррр» (Ростов-на-Дону), Метрополитен (Хабаровск)
- Жюри: Игорь Ласточкин, Евгений Донских, Ольга Картункова, Иван Пышненко, Азамат Мусагалиев
- Конкурсы: Приветствие («Кто не рискует…»), Биатлон, Фристайл («Своя игра»)

| Команда               | Приветствие | Биатлон | общий | Фристайл | Итого |
| --------------------- | ----------- | ------- | ----- | -------- | ----- |
| Молодость             | 5           | 0,9     | 5,9   | 4,8      | 10,7  |
| Самоцветы             | 4           | 0,6     | 4,6   | 4,2      | 8,8   |
| Горизонт              | 4,6         | 0,6     | 5,2   | 4,4      | 9,6   |
| Саратов               | 5           | 1       | 6     | 5        | 11    |
| Сборная Дагестана     | 5           | 0,7     | 5,7   | 5        | 10,7  |
| Женская сборная «Ррр» | 4,8         | 0,8     | 5,6   | 5        | 10,6  |
| Метрополитен          | 4,6         | 0,7     | 5,3   | 4,2      | 9,5   |

Результат игры:
1. Саратов
2. Сборная Дагестана; Молодость
3. Женская сборная «Ррр»
4. Горизонт
5. Метрополитен
6. Самоцветы — Наше серебро

Дополнительно в полуфинал прошли команды второго четвертьфинала Горизонт и Метрополитен.

#### Полуфиналы
Первый полуфинал
- Дата игры: 11 июня 2013
- Команды: Лас-Вегас (Энгельс), Горизонт (Москва), Малая земля (Батайск), Сборная Дагестана (Махачкала), Молодёжная сборная (Омск)
- Жюри: Азамат Мусагалиев, Игорь Ласточкин, Максим Киселёв, Евгений Никишин, Сергей Писаренко
- Конкурсы: Приветствие («Добрая игра»), Разминка, Фристайл («Отдых в кругу друзей»)

| Команда            | Приветствие | Разминка | общий | Фристайл | Итого |
| ------------------ | ----------- | -------- | ----- | -------- | ----- |
| Лас-Вегас          | 5           | 4,6      | 9,6   | 5        | 14,6  |
| Горизонт           | 5           | 5        | 10    | 5        | 15    |
| Малая земля        | 4,4         | 4,8      | 9,2   | 4,6      | 13,8  |
| Сборная Дагестана  | 5           | 5,2      | 10,2  | 4,8      | 15    |
| Молодёжная сборная | 5           | 5,8      | 10,8  | 5        | 15,8  |

Результат игры:
1. Молодёжная сборная
2. Горизонт; Сборная Дагестана
3. Лас-Вегас
4. Малая земля

- В конкурсе «Фристайл» вместе с командами выступали КВНщики Высшей лиги: Дмитрий Кожома (за Омск), Дмитрий Бушуев (за Батайск), Иван Абрамов (за москвичей), Иван Пышненко (за «Лас-Вегас») и Ольга Картункова (за Дагестан).

Второй полуфинал
- Дата игры: 12 июня 2013
- Команды: Метрополитен (Хабаровск), Сборная МФЮА (Москва – Волгоград), Женская сборная «Ррр» (Ростов-на-Дону), Молодость (Красноярск), Саратов (Саратов)
- Жюри: Иван Пышненко, Дмитрий Бушуев, Алексей Ляпичев, Дмитрий Кожома, Иван Абрамов
- Конкурсы: Приветствие («Добрая игра»), Разминка, Фристайл («Отдых в кругу друзей»)

| Команда               | Приветствие | Разминка | общий | Фристайл | Итого |
| --------------------- | ----------- | -------- | ----- | -------- | ----- |
| Метрополитен          | 4,4         | 4,2      | 8,6   | 5        | 13,6  |
| Сборная МФЮА          | 5           | 4,6      | 9,6   | 5        | 14,6  |
| Женская сборная «Ррр» | 4,8         | 5,4      | 10,2  | 4,4      | 14,6  |
| Молодость             | 5           | 5,4      | 10,4  | 4        | 14,4  |
| Саратов               | 5           | 6        | 11    | 4,4      | 15,4  |

Результат игры:
1. Саратов
2. Женская сборная «Ррр»; Сборная МФЮА
3. Молодость
4. Метрополитен

- В конкурсе «Фристайл» вместе с командами выступали КВНщики Высшей лиги: Игорь Ласточкин (за Хабаровск), Евгений Никишин (за Саратов), Азамат Мусагалиев (за МФЮА), Сергей Писаренко (за «Ррр») и Максим Киселёв (за Красноярск).
- В приветствии «Сборной МФЮА» принял участие Костя Цзю, но номер с его участием был вырезан из эфира.

#### Финал
- Дата игры: 5 сентября 2013
- Команды: Молодёжная сборная (Омск), Горизонт (Москва), Сборная Дагестана (Махачкала), Саратов (Саратов), Сборная МФЮА (Москва — Волгоград), Женская сборная «Ррр» (Ростов-на-Дону)
- Жюри: Дмитрий Нагиев, Александр Масляков, Юлий Гусман
- Конкурсы: Приветствие («Под крышей дома своего»), Биатлон, Фристайл («От великого до смешного»)

| Команда               | Приветствие | Биатлон | общий | Фристайл | Итого |
| --------------------- | ----------- | ------- | ----- | -------- | ----- |
| Молодёжная сборная    | 11          | 0       | 11    | 10       | 21    |
| Горизонт              | 13          | 0       | 13    | 11       | 24    |
| Сборная Дагестана     | 15          | 0       | 15    | 13       | 28    |
| Саратов               | 14          | 3       | 17    | 12       | 29    |
| Сборная МФЮА          | 14          | 0       | 14    | 15       | 29    |
| Женская сборная «Ррр» | 13          | 0       | 13    | 10       | 23    |

Результат игры:
1. Саратов; Сборная МФЮА
2. Сборная Дагестана
3. Горизонт
4. Женская сборная «Ррр»
5. Молодёжная сборная

Чемпионами Премьер-лиги сезона 2013 стали две команды: «Саратов» и Сборная МФЮА.
- После объявления результатов Юлий Гусман попросил взять в Высшую лигу Сборную Дагестана.
- На этой игре оценки жюри складывались, средние баллы не вычислялись.
- Сборная МФЮА стала первой командой, представляющей два города и выигравшей Премьер-лигу.
- Команда «Саратов» стала третьим чемпионом, занявшим первые места во всех играх сезона (после «Станции Спортивной» в сезоне 2006 и «Минского моря» в сезоне 2010). Сборная МФЮА стала вторым чемпионом, занявшим первое место только в финале сезона (после «Полиграфа Полиграфыча» в сезоне 2008).
- В приветствии «Женской сборной „Ррр“» приняла участие Лера Кудрявцева, а в приветствии Сборной МФЮА — Леонид Слуцкий.

### Команды, попавшие в Высшую лигу
В Высшую лигу 2014 попали команды:
1. Саратов — в качестве чемпионов
2. Сборная МФЮА — в качестве чемпионов
3. Сборная Дагестана — по специальному приглашению
4. Молодость — по результатам фестиваля «КиВиН 2014»
5. Лас-Вегас — по результатам фестиваля «КиВиН 2014»
6. Шизгара — по результатам фестиваля «КиВиН 2014»

## Члены жюри
В жюри сидели 18 человек.
6 игр
- Иван Пышненко

5 игр
- Игорь Ласточкин

3 игры
- Александр Гудков
- Дмитрий Колчин
- Азамат Мусагалиев
- Сангаджи Тарбаев

2 игры
- Евгений Донских
- Ольга Картункова
- Сергей Писаренко

1 игра
- Иван Абрамов
- Дмитрий Бушуев
- Юлий Гусман
- Максим Киселёв
- Дмитрий Кожома
- Алексей Ляпичев
- Александр Васильевич Масляков
- Дмитрий Нагиев
- Евгений Никишин

### Видео
- Все игры сезона

## Сезон 2014
Сезон Премьер-лиги КВН 2014 года — 12-й сезон Премьер-лиги КВН.
Среди участников сезона, выпускники различных официальных лиг, включая чемпионов Первой лиги — «Радио Свобода» и «Самара». Две команды, участвующие в сезоне — новые проекты: Сборная Хабаровска состоит из участников команд «Метрополитен» и «Сделано в Хабаровске», которые решили не конкурировать между собой, и объединиться в одну команду из-за схожего стиля выступлений; и новая сборная БГУ, которая играла в сезоне 2013 в Высшей лиге, но по результатам фестиваля в Сочи попала в Премьер-лигу. Это первый случай с 2004 года, когда команда Высшей лиги попадает в Премьер-лигу (по результатам фестиваля, а не после неудачи в Высшей лиге).
В сезон были приглашены и пять команд с опытом игр в Премьер-лиге: финалисты прошлого сезона — «Женская сборная „Ррр“», «Горизонт» (выступавший в этом сезоне под названием «Сборная университета Синергия») и «Молодёжная сборная»; полуфиналисты — «Малая земля» и «Родина Чехова», которая вернулась в Премьер-лигу после удачного сезона в Первой лиге КВН.
Наибольших успехов в этом сезоне достигли КВНщики из Ярославля, Новосибирска, Кемерова, Тбилиси, а также две московские команды — «Горизонт» и «Фулл Хаус».

### Состав
В сезон Премьер-лиги 2014 были приглашены 24 команды:
1. Сборная МИСиС (Москва) — полуфиналисты Лиги Москвы и Подмосковья
2. Сборная каких-то людей (Москва) — финалисты Юго-Западной лиги, вице-чемпионы Московской студенческой лиги
3. Бумеранг (Барнаул) — финалисты лиги «Азия»
4. Губерния (Оренбург) — финалисты Краснодарской лиги, выступали под названием «Сборная Оренбургской губернии»
5. Экскурсия по городу (Новосибирск) — финалисты Краснодарской лиги
6. Поморы (Архангельск) — чемпионы Краснодарской лиги
7. Добрый вечер (Альметьевск) — четвертьфиналисты Высшей украинской лиги
8. Сборная Грузии (Тбилиси) — четвертьфиналисты Высшей украинской лиги
9. Фулл Хаус (Москва) — четвертьфиналисты Первой лиги, полуфиналисты Краснодарской лиги
10. Всё серьёзно (Кемерово) — полуфиналисты Первой лиги
11. Огни большого города (Москва) — полуфиналисты Первой лиги
12. Жим Керри (Москва) — полуфиналисты Первой лиги
13. Сборная БФУ имени Канта (Калининград) — финалисты Высшей украинской лиги, финалисты Лиги Москвы и Подмосковья
14. Азбука (Благовещенск) — финалисты Высшей украинской лиги, чемпионы лиги «Азия»
15. АВБ (Тольятти) — финалисты Лиги Москвы и Подмосковья
16. Самара (Самара) — чемпионы Первой лиги
17. Радио Свобода (Ярославль) — чемпионы Первой лиги
18. Сборная Хабаровска (Хабаровск) — сборная команд «Сделано в Хабаровске» и «Метрополитен»
19. Команда КВН БГУ (Минск) — участники Высшей лиги
20. Малая земля (Батайск) — второй сезон в Премьер-лиге
21. Родина Чехова (Таганрог — Азов) — второй сезон в Премьер-лиге, финалисты Первой лиги
22. Омичи (Омск) — второй сезон в Премьер-лиге, вице-чемпионы лиги «Сибирь», выступали под названием «Молодёжная сборная»
23. Женская сборная «Ррр» (Ростов-на-Дону) — второй сезон в Премьер-лиге
24. Горизонт (Москва) — второй сезон в Премьер-лиге, выступали как Сборная университета Синергия

Чемпионом сезона стала Сборная Грузии.

### Игры

#### ⅛ финала
Первая ⅛ финала
- Дата игры: 15 марта 2014
- Команды: Женская сборная «Ррр» (Ростов-на-Дону), Сборная университета Синергия (Москва), Всё серьёзно (Кемерово), Азбука (Благовещенск), Жим Керри (Москва), Самара (Самара), Сборная каких-то людей (Москва), Команда КВН БГУ (Минск)
- Жюри: Азамат Мусагалиев, Евгений Донских, Дмитрий Бушуев, Дмитрий Кожома, Сангаджи Тарбаев
- Конкурсы: Биатлон, Фристайл

| Команда                | Биатлон | Фристайл | Итого |
| ---------------------- | ------- | -------- | ----- |
| Женская сборная «Ррр»  | 0,8     | 4,8      | 5,6   |
| Горизонт               | 0,7     | 5        | 5,7   |
| Всё серьёзно           | 1       | 5        | 6     |
| Азбука                 | 0,6     | 4,9      | 5,5   |
| Жим Керри              | 0,5     | 4,7      | 5,2   |
| Самара                 | 0,9     | 4,9      | 5,8   |
| Сборная каких-то людей | 0,5     | 4,7      | 5,2   |
| Команда КВН БГУ        | 0,6     | 4,8      | 5,4   |

Результат игры:
1. Всё серьёзно
2. Самара
3. Сборная университета Синергия
4. Женская сборная «Ррр»
5. Азбука
6. Команда КВН БГУ
7. Сборная каких-то людей; Жим Керри

Вторая ⅛ финала
- Дата игры: 16 марта 2014
- Команды: Родина Чехова (Таганрог — Азов), Сборная Хабаровска (Хабаровск), Сборная Грузии (Тбилиси), АВБ (Тольятти), Сборная Оренбургской губернии (Оренбург), Поморы (Архангельск), Бумеранг (Барнаул), Фулл Хаус (Москва)
- Жюри: Азамат Мусагалиев, Евгений Донских, Дмитрий Бушуев, Николай Архипенко, Сергей Писаренко
- Конкурсы: Биатлон, Фристайл

| Команда            | Биатлон | Фристайл | Итого |
| ------------------ | ------- | -------- | ----- |
| Родина Чехова      | 0,5     | 4,9      | 5,4   |
| Сборная Хабаровска | 0,5     | 4,6      | 5,1   |
| Сборная Грузии     | 1       | 4,8      | 5,8   |
| АВБ                | 0,7     | 4,6      | 5,3   |
| Губерния           | 0,9     | 5        | 5,9   |
| Поморы             | 0,6     | 5        | 5,6   |
| Бумеранг           | 0,8     | 4,7      | 5,5   |
| Фулл Хаус          | 0,6     | 4,9      | 5,5   |

Результат игры:
1. Сборная Оренбургской губернии
2. Сборная Грузии
3. Поморы
4. Фулл Хаус; Бумеранг
5. Родина Чехова
6. АВБ
7. Сборная Хабаровска

Третья ⅛ финала
- Дата игры: 17 марта 2014
- Команды: Малая земля (Батайск), Молодёжная сборная (Омск), Сборная БФУ имени Канта (Калининград), Добрый вечер (Альметьевск), Радио Свобода (Ярославль), Экскурсия по городу (Новосибирск), Огни большого города (Москва), Сборная МИСиС (Москва)
- Жюри: Ольга Картункова, Азамат Мусагалиев, Сергей Писаренко, Николай Архипенко, Сангаджи Тарбаев
- Конкурсы: Биатлон, Фристайл

| Команда                 | Биатлон | Фристайл | Итого |
| ----------------------- | ------- | -------- | ----- |
| Малая земля             | 0,5     | 4,8      | 5,3   |
| Молодёжная сборная      | 0,9     | 4,7      | 5,6   |
| Сборная БФУ имени Канта | 0,8     | 5        | 5,8   |
| Добрый вечер            | 0,7     | 5        | 5,7   |
| Радио Свобода           | 1       | 5        | 6     |
| Экскурсия по городу     | 0,6     | 5        | 5,6   |
| Огни большого города    | 0,6     | 4,6      | 5,2   |
| Сборная МИСиС           | 0,5     | 4,4      | 4,9   |

Результат игры:
1. Радио Свобода
2. Сборная БФУ имени Канта
3. Добрый вечер
4. Экскурсия по городу; Молодёжная сборная
5. Малая земля
6. Огни большого города
7. Сборная МИСиС

В четвертьфиналы проходят добором ведущего команды: Фулл Хаус (вторая игра), Бумеранг (вторая игра), Экскурсия по городу (третья игра).

#### Четвертьфиналы
Первый ¼ финал
- Дата игры: 12 мая 2014
- Команды: Сборная университета Синергия (Москва), Самара (Самара), Сборная БФУ имени Канта (Калининград), Экскурсия по городу (Новосибирск), Сборная Оренбургской губернии (Оренбург), Бумеранг (Барнаул)
- Жюри: Георгий Гигашвили, Айдар Гараев, Дмитрий Бушуев, Николай Архипенко, Сангаджи Тарбаев
- Конкурсы: Разминка, Приветствие, Музыкальный номер

| Команда                 | Разминка | Приветствие | общий | Муз. номер | Итого |
| ----------------------- | -------- | ----------- | ----- | ---------- | ----- |
| Горизонт                | 4,7      | 4,9         | 9,6   | 5          | 14,6  |
| Самара                  | 4,9      | 5           | 9,9   | 4,9        | 14,8  |
| Сборная БФУ имени Канта | 4,7      | 4,7         | 9,4   | 4,8        | 14,2  |
| Экскурсия по городу     | 4,8      | 5           | 9,8   | 5          | 14,8  |
| Губерния                | 4,8      | 4,8         | 9,6   | 4,8        | 14,4  |
| Бумеранг                | 4,7      | 4,6         | 9,3   | 4,7        | 14    |

Результат игры:
1. Самара; Экскурсия по городу
2. Сборная университета Синергия
3. Сборная Оренбургской губернии
4. Сборная БФУ имени Канта
5. Бумеранг

Второй ¼ финал
- Дата игры: 13 мая 2014
- Команды: Фулл Хаус (Москва), Всё серьёзно (Кемерово), Радио Свобода (Ярославль), Добрый вечер (Альметьевск), Поморы (Архангельск), Сборная Грузии (Тбилиси)
- Жюри: Сергей Писаренко, Айдар Гараев, Николай Архипенко, Евгений Донских, Сангаджи Тарбаев
- Конкурсы: Разминка, Приветствие, Музыкальный номер

| Команда        | Разминка | Приветствие | общий | Муз. номер | Итого |
| -------------- | -------- | ----------- | ----- | ---------- | ----- |
| Фулл Хаус      | 4,8      | 4,9         | 9,7   | 4,7        | 14,4  |
| Всё серьёзно   | 4,8      | 4,7         | 9,5   | 5          | 14,5  |
| Радио Свобода  | 4,7      | 5           | 9,7   | 5          | 14,7  |
| Добрый вечер   | 4,6      | 4,8         | 9,4   | 4,7        | 14,1  |
| Поморы         | 4,8      | 4,8         | 9,6   | 4,7        | 14,3  |
| Сборная Грузии | 4,9      | 4,8         | 9,7   | 4,9        | 14,6  |

Результат игры:
1. Радио Свобода
2. Сборная Грузии
3. Всё серьёзно
4. Фулл хаус
5. Поморы
6. Добрый вечер

Александр Васильевич Масляков добрал в полуфинал ещё две команды: Сборная БФУ имени Канта (первая игра) и Поморы (вторая игра).

#### Полуфиналы
Первый полуфинал
- Дата игры: 17 июня 2014
- Команды: Фулл Хаус (Москва), Сборная Оренбургской губернии (Оренбург), Сборная БФУ имени Канта (Калининград), Экскурсия по городу (Новосибирск), Сборная Грузии (Тбилиси)
- Жюри: Юлия Ахмедова, Сергей Середа, Дмитрий Бушуев, Алексей Ляпичев, Евгений Донских
- Конкурсы: Фристайл («Страсти по финалу»), Разминка, Гость из Вышки

| Команда                 | Фристайл | Разминка | общий | Гость | Итого |
| ----------------------- | -------- | -------- | ----- | ----- | ----- |
| Фулл Хаус               | 4,7      | 4,5      | 9,2   | 4,9   | 14,1  |
| Губерния                | 4,8      | 4,3      | 9,1   | 4,8   | 13,9  |
| Сборная БФУ имени Канта | 4,8      | 4,2      | 9     | 5     | 14    |
| Экскурсия по городу     | 5        | 4,4      | 9,4   | 5     | 14,4  |
| Сборная Грузии          | 4,9      | 4,5      | 9,4   | 5     | 14,4  |

Результат игры:
1. Экскурсия по городу; Сборная Грузии
2. Фулл Хаус
3. Сборная БФУ имени Канта
4. Сборная Оренбургской губернии

- В конкурсе «Гость из Вышки» вместе с командами выступали КВНщики Высшей лиги: Сергей Писаренко (за Оренбург), Михаил Стогниенко (за Новосибирск), Кирилл Лопаткин (за Калининград), Георгий Гигашвили (за Москву) и Айдар Гараев (за Тбилиси).

Второй полуфинал
- Дата игры: 18 июня 2014
- Команды: Сборная университета Синергия (Москва), Поморы (Архангельск), Радио Свобода (Ярославль), Всё серьёзно (Кемерово), Самара (Самара)
- Жюри: Юлия Ахмедова, Дмитрий Бушуев, Евгений Донских, Сангаджи Тарбаев, Сергей Писаренко
- Конкурсы: Фристайл («Страсти по финалу»), Разминка, Гость из Вышки

| Команда       | Фристайл | Разминка | общий | Гость | Итого |
| ------------- | -------- | -------- | ----- | ----- | ----- |
| Горизонт      | 4,9      | 4,6      | 9,5   | 5     | 14,5  |
| Поморы        | 4,7      | 4,4      | 9,1   | 4,9   | 14    |
| Радио Свобода | 5        | 4,6      | 9,6   | 5     | 14,6  |
| Всё серьёзно  | 5        | 4,6      | 9,6   | 5     | 14,6  |
| Самара        | 4,7      | 4,6      | 9,3   | 4,9   | 14,2  |

Результат игры:
1. Радио Свобода; Всё серьёзно
2. Сборная университета Синергия
3. Самара
4. Поморы

- В конкурсе «Гость из Вышки» вместе с командами выступали КВНщики Высшей лиги: Сергей Середа (за Самару), Михаил Стогниенко (за Кемерово), Кирилл Лопаткин (за Ярославль), Георгий Гигашвили (за Архангельск) и Айдар Гараев (за Москву).

#### Финал
- Дата игры: 5 сентября 2014
- Команды: Экскурсия по городу (Новосибирск), Сборная Грузии (Тбилиси), Фулл Хаус (Москва), Радио Свобода (Ярославль), Всё серьёзно (Кемерово), Сборная университета Синергия (Москва)
- Жюри: Екатерина Стриженова, Александр Масляков, Юлий Гусман
- Конкурсы: Конкурс одной песни («Песня на память»), Биатлон, Музыкальное домашнее задание («Мир, придуманный нами»)

| Команда             | КОП | Биатлон | общий | МДЗ | Итого |
| ------------------- | --- | ------- | ----- | --- | ----- |
| Экскурсия по городу | 15  | 0       | 15    | 10  | 25    |
| Сборная Грузии      | 15  | 0       | 15    | 15  | 30    |
| Фулл Хаус           | 13  | 0       | 13    | 10  | 23    |
| Радио Свобода       | 15  | 0       | 15    | 12  | 27    |
| Всё серьёзно        | 12  | 0       | 12    | 13  | 25    |
| Горизонт            | 13  | 3       | 16    | 10  | 26    |

Результат игры:
1. Сборная Грузии
2. Радио Свобода
3. Сборная университета Синергия
4. Экскурсия по городу; Всё серьёзно
5. Фулл Хаус

Чемпионом Премьер-лиги сезона 2014 стала Сборная Грузии.
- После объявления результатов, Екатерина Стриженова попросила взять в Высшую лигу команду «Радио Свобода»[28].
- На этой игре оценки жюри складывались, средние баллы не вычислялись.
- Сборная Грузии стала второй нероссийской командой, выигравшей Премьер-лигу, после «Минского моря».
- В МДЗ Сборной Грузии принял участие Сосо Павлиашвили.

### Команды, попавшие в Высшую лигу
В Высшую лигу КВН 2015 попали команды:
1. Сборная Грузии — в качестве чемпионов
2. Радио Свобода — по специальному приглашению
3. Экскурсия по городу — по результатам фестиваля «КиВиН 2015»
4. Горизонт — по результатам фестиваля «КиВиН 2015»
5. Омичи — в качестве чемпионов турнира «Дорога в Высшую лигу 2014»

## Члены жюри
В жюри сидели 16 человек.
5 игр
- Дмитрий Бушуев
- Евгений Донских
- Сангаджи Тарбаев

4 игры
- Николай Архипенко
- Сергей Писаренко

3 игры
- Азамат Мусагалиев

2 игры
- Юлия Ахмедова
- Айдар Гараев

1 игра
- Георгий Гигашвили
- Юлий Гусман
- Ольга Картункова
- Дмитрий Кожома
- Алексей Ляпичев
- Александр Васильевич Масляков
- Сергей Середа
- Екатерина Стриженова

### Видео
- Все игры сезона

## Сезон 2015
Сезон Премьер-лиги КВН 2015 года — 13-й сезон Премьер-лиги КВН.
В Премьер-лиге на второй год остались семь команд с предыдущего сезона, однако ни для одной из них сезон не был удачным, и ни одна из них не смогла дойти до полуфинала, за исключением команды «Всё серьёзно», которая годом ранее играла в финале. Главными командами сезона оказались новички — женская команда из Москвы «Москва не сразу строилась», подмосковный «Город развлечений», чемпион Лиги Москвы и Подмосковья «Доброжелательный Роман» из Санкт-Петербурга, сборная Уфы, московская команда «Мега» и бурятский «Хара Морин». Именно бурятская команда была объявлена чемпионом на финальной игре сезона. Также, впервые в Премьер-лиге играла команда из Азербайджана.

### Состав
В сезон Премьер-лиги 2015 были приглашены 24 команды:
1. Сборная ВШЭ (Москва) — обладатели Кубка чемпионов региональных лиг, чемпионы Московской студенческой лиги, финалисты Краснодарской лиги
2. Nаполеон Dинамит (Челябинск) — обладатели Кубка чемпионов центральных и межрегиональных лиг, чемпионы Уральской лиги
3. Доброжелательный Роман (Санкт-Петербург) — чемпионы Лиги Москвы и Подмосковья
4. Ваза (Кемерово) — чемпионы Лиги «Кузбасс»
5. НАТЕ (Брюховецкая) — финалисты Юго-Западной лиги, чемпионы Донской лиги, чемпионы Брюховецкой лиги
6. Золотой Рог (Владивосток) — чемпионы Тихоокеанской лиги
7. Армада (Оренбург) — финалисты Краснодарской лиги
8. Мега (Москва) — чемпионы Краснодарской лиги
9. В объективе (Москва) — финалисты Лиги Москвы и Подмосковья
10. Сборная КазЭУ (Алматы) — участники Первой лиги, полуфиналисты Краснодарской лиги
11. Сборная Ямала (Надым) — четвертьфиналисты Первой лиги
12. Проигрыватель (Тамбов) — четвертьфиналисты Первой лиги, чемпионы Лиги «Арсенал»
13. Уфа (Уфа) — полуфиналисты Первой лиги, выступали под названием «Сборная города Уфы»
14. Москва не сразу строилась (Москва) — полуфиналисты Первой лиги
15. Сборная Баку (Баку) — полуфиналисты Первой лиги
16. Город развлечений (Серпухов) — финалисты Первой лиги
17. Хара Морин (Улан-Удэ) — финалисты Первой лиги
18. Добрый вечер (Альметьевск) — второй сезон в Премьер-лиге
19. Бумеранг (Барнаул) — второй сезон в Премьер-лиге
20. Сборная БФУ имени Канта (Калининград) — второй сезон в Премьер-лиге
21. Самара (Самара) — второй сезон в Премьер-лиге
22. Губерния (Оренбург) — второй сезон в Премьер-лиге
23. Фулл Хаус (Москва) — второй сезон в Премьер-лиге
24. Всё серьёзно (Кемерово) — второй сезон в Премьер-лиге

Чемпионом сезона стала команда «Хара Морин».

### Игры

#### ⅛ финала
Первая ⅛ финала
- Дата игры: 4 марта 2015
- Тема игры: Игра на выживание
- Команды: Город развлечений (Серпухов), Москва не сразу строилась (Москва), Губерния (Оренбург), Хара Морин (Улан-Удэ), Доброжелательный Роман (Санкт-Петербург), НАТЕ (Брюховецкая), Самара (Самара), Проигрыватель (Тамбов)
- Жюри: Елена Гущина, Айдар Гараев, Кирилл Коковкин, Виктор Щетков
- Конкурсы: Биатлон, Фристайл

| Команда                | Биатлон | Фристайл | Итого |
| ---------------------- | ------- | -------- | ----- |
| Город развлечений      | 0,8     | 5        | 5,8   |
| МНСС                   | 0,7     | 5        | 5,7   |
| Губерния               | 0,9     | 4,7      | 5,6   |
| Хара Морин             | 0,6     | 5        | 5,6   |
| Доброжелательный Роман | 1       | 5        | 6     |
| НАТЕ                   | 0,6     | 4,8      | 5,4   |
| Самара                 | 0,5     | 4,7      | 5,2   |
| Проигрыватель          | 0,5     | 4,7      | 5,2   |

Результат игры:
1. Доброжелательный Роман
2. Город развлечений
3. Москва не сразу строилась
4. Губерния; Хара Морин
5. НАТЕ
6. Проигрыватель; Самара

Вторая ⅛ финала
- Дата игры: 5 марта 2015
- Тема игры: Игра на выживание
- Команды: Сборная ВШЭ (Москва), Мега (Москва), Nаполеон Dинамит (Челябинск), Сборная Баку (Баку), Всё серьёзно (Кемерово), Сборная БФУ имени Канта (Калининград), Золотой Рог (Владивосток), Бумеранг (Барнаул)
- Жюри: Сергей Оборин, Леонид Моргунов, Филипп Воронин, Тимур Бабъяк
- Конкурсы: Биатлон, Фристайл

| Команда                 | Биатлон | Фристайл | Итого |
| ----------------------- | ------- | -------- | ----- |
| Сборная ВШЭ             | 1       | 4,9      | 5,9   |
| Мега                    | 0,5     | 5        | 5,5   |
| Nаполеон Dинамит        | 0,6     | 5        | 5,6   |
| Сборная Баку            | 0,7     | 5        | 5,7   |
| Всё серьёзно            | 0,9     | 5        | 5,9   |
| Сборная БФУ имени Канта | 0,8     | 4,9      | 5,7   |
| Золотой Рог             | 0,5     | 4,6      | 5,1   |
| Бумеранг                | 0,6     | 4,7      | 5,3   |

Результат игры:
1. Сборная ВШЭ; Всё серьёзно
2. Сборная БФУ имени Канта; Сборная Баку
3. Nаполеон Dинамит
4. Мега
5. Бумеранг
6. Золотой Рог

Третья ⅛ финала
- Дата игры: 6 марта 2015
- Тема игры: Игра на выживание
- Команды: Фулл Хаус (Москва), В объективе (Москва), Армада (Оренбург), Сборная КазЭУ (Алматы), Сборная Ямала (Надым), Добрый вечер (Альметьевск), Сборная города Уфа (Уфа), Ваза (Кемерово)
- Жюри: Сергей Оборин, Леонид Моргунов, Филипп Воронин, Тимур Бабъяк
- Конкурсы: Биатлон, Фристайл

| Команда            | Биатлон | Фристайл | Итого |
| ------------------ | ------- | -------- | ----- |
| Фулл Хаус          | 1       | 5        | 6     |
| В объективе        | 0,5     | 4,9      | 5,4   |
| Армада             | 0,6     | 4,9      | 5,5   |
| Сборная КазЭУ      | 0,6     | 4,5      | 5,1   |
| Сборная Ямала      | 0,9     | 4,6      | 5,5   |
| Добрый вечер       | 0,5     | 4,5      | 5     |
| Сборная города Уфа | 0,8     | 5        | 5,8   |
| Ваза               | 0,6     | 5        | 5,6   |

Результат игры:
1. Фулл Хаус
2. Сборная города Уфа
3. Ваза
4. Сборная Ямала; Армада
5. В объективе
6. Сборная КазЭУ
7. Добрый вечер

Члены жюри добрали в четвертьфинал ещё две команды: Мега (вторая игра) и Хара Морин (первая игра).

#### Четвертьфиналы
Первый ¼ финал
- Дата игры: 13 мая 2015
- Тема игры: Удовольствия ради
- Команды: Всё серьёзно (Кемерово), Сборная Баку (Баку), Мега (Москва), Сборная ВШЭ (Москва), Доброжелательный Роман (Санкт-Петербург), Сборная города Уфа (Уфа)
- Жюри: Айдар Гараев, Герман Иванов, Леонид Моргунов, Тимур Бабъяк
- Конкурсы: Приветствие («Добавьте нас в друзья»), Разминка («Общение в чате»), Музыкальный номер («Наша тема»)

| Команда                | Приветствие | Разминка | общий | Музыкальный номер | Итого |
| ---------------------- | ----------- | -------- | ----- | ----------------- | ----- |
| Всё серьёзно           | 4,9         | 0,8      | 5,7   | 4,6               | 10,3  |
| Сборная Баку           | 4,8         | 0,8      | 5,6   | 4,9               | 10,5  |
| Мега                   | 4,9         | 0,7      | 5,6   | 4,6               | 10,2  |
| Сборная ВШЭ            | 5           | 0,9      | 5,9   | 5                 | 10,9  |
| Доброжелательный Роман | 5           | 1        | 6     | 5                 | 11    |
| Сборная города Уфа     | 4,9         | 0,9      | 5,8   | 4,8               | 10,6  |

Результат игры:
1. Доброжелательный Роман
2. Сборная ВШЭ
3. Сборная города Уфа
4. Сборная Баку
5. Всё серьёзно
6. Мега

Второй ¼ финал
- Дата игры: 14 мая 2015
- Тема игры: Удовольствия ради
- Команды: Фулл Хаус (Москва), Сборная БФУ имени Канта (Калининград), Город развлечений (Серпухов), Москва не сразу строилась (Москва), Хара Морин (Улан-Удэ), Ваза (Кемерово)
- Жюри: Филипп Воронин, Герман Иванов, Леонид Моргунов, Тимур Бабъяк
- Конкурсы: Приветствие («Добавьте нас в друзья»), Разминка («Общение в чате»), Музыкальный номер («Наша тема»)

| Команда                 | Приветствие | Разминка | общий | Музыкальный номер | Итого |
| ----------------------- | ----------- | -------- | ----- | ----------------- | ----- |
| Фулл Хаус               | 4,8         | 1        | 5,8   | 4,6               | 10,4  |
| Сборная БФУ имени Канта | 4,8         | 0,8      | 5,6   | 4,7               | 10,3  |
| Город развлечений       | 4,9         | 0,9      | 5,8   | 5                 | 10,8  |
| МНСС                    | 5           | 0,9      | 5,9   | 5                 | 10,9  |
| Хара Морин              | 5           | 0,8      | 5,8   | 4,9               | 10,7  |
| Ваза                    | 4,9         | 0,7      | 5,6   | 4,9               | 10,5  |

Результат игры:
1. Москва не сразу строилась
2. Город развлечений
3. Хара Морин
4. Ваза
5. Фулл Хаус
6. Сборная БФУ имени Канта

Добором в полуфинал прошли также команды Всё серьёзно и Мега (обе из первой игры).

#### Полуфиналы
Первый полуфинал
- Дата игры: 17 июня 2015
- Тема игры: Шаг вперёд
- Команды: Москва не сразу строилась (Москва), Мега (Москва), Сборная Баку (Баку), Сборная города Уфа (Уфа), Ваза (Кемерово)
- Жюри: Айдар Гараев, Герман Иванов, Ольга Картункова, Филипп Воронин
- Конкурсы: Приветствие, Разминка, Музыкальный номер

| Команда            | Приветствие | Разминка | общий | Музыкальный номер | Итого |
| ------------------ | ----------- | -------- | ----- | ----------------- | ----- |
| МНСС               | 5           | -        | -     | 4,8               | -     |
| Мега               | 4,9         | -        | -     | 4,8               | -     |
| Сборная Баку       | 4,7         | -        | -     | 4,7               | -     |
| Сборная города Уфа | 4,9         | -        | -     | 5                 | -     |
| Ваза               | 4,8         | -        | -     | 4,8               | -     |

Результат игры:
1. Сборная города Уфа
2. Москва не сразу строилась
3. Мега
4. Ваза
5. Сборная Баку

- После разминки Александр Александрович предложил не оценивать конкурс.

Второй полуфинал
- Дата игры: 18 июня 2015
- Тема игры: Шаг вперёд
- Команды: Сборная ВШЭ (Москва), Город развлечений (Серпухов), Всё серьёзно (Кемерово), Хара Морин (Улан-Удэ), Доброжелательный Роман (Санкт-Петербург)
- Жюри: Айдар Гараев, Герман Иванов, Ольга Картункова, Филипп Воронин
- Конкурсы: Приветствие, Музыкальный номер

| Команда                | Приветствие | Музыкальный номер | Итого |
| ---------------------- | ----------- | ----------------- | ----- |
| Сборная ВШЭ            | 4,7         | 5                 | 9,7   |
| Город развлечений      | 5           | 4,9               | 9,9   |
| Всё серьёзно           | 4,8         | 4,8               | 9,6   |
| Хара Морин             | 5           | 5                 | 10    |
| Доброжелательный Роман | 5           | 4,8               | 9,8   |

Результат игры:
1. Хара Морин
2. Город развлечений
3. Доброжелательный Роман
4. Сборная ВШЭ
5. Всё серьёзно

#### Финал
- Дата игры: 4 сентября 2015
- Команды: Сборная города Уфа (Уфа), Москва не сразу строилась (Москва), Мега (Москва), Хара Морин (Улан-Удэ), Город развлечений (Серпухов), Доброжелательный Роман (Санкт-Петербург)
- Жюри: Валдис Пельш, Александр Масляков, Юлий Гусман
- Конкурсы: Приветствие («На позитиве»), Биатлон, Фристайл («Гость из Высшей лиги»)

| Команда                | Приветствие | Биатлон | общий | Фристайл | Итого |
| ---------------------- | ----------- | ------- | ----- | -------- | ----- |
| Сборная города Уфа     | 14          | 0       | 14    | 15       | 29    |
| МНСС                   | 13          | 0       | 13    | 14       | 27    |
| Мега                   | 14          | 0       | 14    | 15       | 29    |
| Хара Морин             | 15          | 3       | 18    | 15       | 33    |
| Город развлечений      | 13          | 0       | 13    | 12       | 25    |
| Доброжелательный Роман | 15          | 0       | 15    | 12       | 27    |

1. Хара Морин
2. Сборная города Уфа; Мега
3. Москва не сразу строилась; Доброжелательный Роман
4. Город развлечений

Чемпионом Премьер-лиги 2015 стала команда КВН из Бурятии — «Хара Морин».
- На этой игре оценки жюри складывались, средние баллы не вычислялись.
- Это второй подряд финал Премьер-лиги, эфир которого был показан на следующий день.
- Это первый финал с 2010 года, на котором ни одна команда не была добрана в Высшую Лигу.
- В конкурсе «Гость из Вышки» вместе с командами выступали КВНщики Высшей лиги: Герман Иванов (за Уфу), Александр Шнайдер (за «Город развлечений»), Эльдияр Кененсаров (за Петербург), Михаил Стогниенко (за «МНСС»), Айдар Гараев (за «Мегу») и Омар Алибутаев (за Улан-Удэ).

### Команды, попавшие в Высшую лигу
В Высшую лигу КВН 2016 попали команды:
1. Хара Морин — в качестве чемпионов
2. Доброжелательный Роман — по результатам фестиваля «КиВиН 2016»
3. Проигрыватель — по результатам фестиваля «КиВиН 2016»
4. Уфа — по результатам фестиваля «КиВиН 2016»

Команда «Фулл Хаус» объединилась со Сборной МИСиС, и тоже попала в Высшую лигу в качестве «Сборной ГУУ и МИСиС».

## Члены жюри
В жюри сидели 13 человек.
5 игр
- Филипп Воронин

4 игры
- Тимур Бабъяк
- Айдар Гараев
- Герман Иванов
- Леонид Моргунов

2 игры
- Ольга Картункова
- Сергей Оборин (КВНщик)

1 игра
- Юлий Гусман
- Елена Гущина
- Кирилл Коковкин
- Александр Васильевич Масляков
- Валдис Пельш
- Виктор Щетков

### Видео
- Все игры сезона

## Сезон 2016
Сезон Премьер-лиги КВН 2016 года — 14-й сезон Премьер-лиги КВН.
В 2016 году состав Премьер-лиги было решено сократить до 18-ти, и таким образом позволить командам сыграть в первом круге два полноценных конкурса. Сокращение также позволило, впервые с 2008 года, командам из Высшей лиги продолжить сезон в Премьер-лиге после проигрыша в 1/8-й финала.
Сезон 2016 был успешным не только для некоторых новичков, как сборная МЧС России «Есть смысл спасать», и команда «Урал» из Нижнего Тагила, успешно продолжившая сезон после поражения в Высшей лиге; но и для команд, уже выступавших в Премьер-лиге. Со второй попытки смогли пройти этап 1/8-й финала команды «Огни большого города», «Nаполеон Dинамит» и «НАТЕ», последние даже стали чемпионами сезона. Команда «Мега» вновь дошла до финала, а «Ваза» и Сборная Высшей школы экономики повторили своё достижение с сезона 2015, дойдя до полуфинала. Также, в сезон вернулись КВНщики, выступавшие ранее в Премьер-лиге (и в Высшей лиге) в составе команды «Гураны», новая команда Забайкальского края дошла до финала сезона, как и новая команда из Санкт-Петербурга под названием «Без консервантов».

### Состав
В сезон Премьер-лиги 2016 были приглашены 18 команд, ещё две добавились после 1/8-й финала Высшей лиги:
1. Есть смысл спасать (Воронеж) — обладатели Кубка чемпионов региональных лиг, чемпионы Воронежской лиги
2. Плюшки имени Ярослава Гашека (Тверь) — чемпионы Лиги Москвы и Подмосковья
3. Здесь и сейчас (Москва) — чемпионы Лиги малых городов, финалисты лиги «Старт»
4. Волжане (Самара) — финалисты Краснодарской лиги
5. Молодые люди (Иркутск) — финалисты лиги «Азия»
6. Сборная СКФУ (Ставрополь) — чемпионы Краснодарской лиги
7. Евген и ребята (Томск) — четвертьфиналисты Первой лиги, чемпионы лиги «Томск»
8. Без консервантов (Санкт-Петербург) — четвертьфиналисты Первой лиги
9. Сборная Якутска (Якутск) — финалисты Международной лиги
10. Качели (Екатеринбург) — финалисты Первой лиги
11. Сборная Забайкальского края (Чита) — чемпионы Первой лиги
12. НАТЕ (Брюховецкая) — второй сезон в Премьер-лиге, вице-чемпионы Краснодарской лиги
13. Nаполеон Dинамит (Челябинск) — второй сезон в Премьер-лиге, вице-чемпионы Первой лиги
14. Огни большого города (Москва) — второй сезон в Премьер-лиге, четвертьфиналисты Международной лиги
15. Ваза (Кемерово) — второй сезон в Премьер-лиге
16. Сборная ВШЭ (Москва) — второй сезон в Премьер-лиге
17. Город развлечений (Серпухов) — второй сезон в Премьер-лиге
18. Мега (Москва) — второй сезон в Премьер-лиге
19. Урал (Нижний Тагил) — команда из Высшей лиги, начинает сезон с четвертьфинала
20. Уфа (Уфа) — второй сезон в Премьер-лиге, команда из Высшей лиги, начинает сезон с четвертьфинала

Чемпионом сезона стала команда «НАТЕ».

### Игры

#### ⅛ финала
Первая ⅛ финала
- Дата игры: 1 марта 2016
- Команды: Мега (Москва), Ваза (Кемерово), Сборная Якутска (Якутск), Молодые люди (Иркутск), Сборная СКФУ (Ставрополь), Огни большого города (Москва)
- Жюри: Филипп Воронин, Михаил Башкатов, Айдар Гараев, Георгий Гигашвили
- Конкурсы: Приветствие, Музыкальный номер

| Команда              | Приветствие | Муз.номер | Итого |
| -------------------- | ----------- | --------- | ----- |
| Мега                 | 5           | 4         | 9     |
| Ваза                 | 4,9         | 3,9       | 8,8   |
| Сборная Якутска      | 5           | 3,6       | 8,6   |
| Молодые люди         | 4,8         | 3,7       | 8,5   |
| Сборная СКФУ         | 4,8         | 3,9       | 8,7   |
| Огни большого города | 4,9         | 4         | 8,9   |

Результат игры:
1. Мега
2. Огни большого города
3. Ваза
4. Сборная СКФУ
5. Сборная Якутска
6. Молодые люди

Вторая ⅛ финала
- Дата игры: 2 марта 2016
- Команды: Сборная ВШЭ (Москва), Nаполеон Dинамит (Челябинск), Сборная Забайкальского края (Чита), Евген и ребята (Томск), Есть смысл спасать (Воронеж), Без консервантов (Санкт-Петербург)
- Жюри: Михаил Башкатов, Филипп Воронин, Сангаджи Тарбаев, Айдар Гараев
- Конкурсы: Приветствие, Музыкальный номер

| Команда            | Приветствие | Муз.номер | Итого |
| ------------------ | ----------- | --------- | ----- |
| Сборная ВШЭ        | 4,8         | 3,9       | 8,7   |
| Nаполеон Dинамит   | 5           | 3,9       | 8,9   |
| Забайкальский край | 4,9         | 3,9       | 8,8   |
| Евген и ребята     | 4,7         | 3,7       | 8,4   |
| Есть смысл спасать | 5           | 4         | 9     |
| Без консервантов   | 5           | 4         | 9     |

Результат игры:
1. Без консервантов; Есть смысл спасать
2. Nаполеон Dинамит
3. Сборная Забайкальского края
4. Сборная ВШЭ
5. Евген и ребята

Третья ⅛ финала
- Дата игры: 3 марта 2016
- Команды: Город развлечений (Серпухов), НАТЕ (Брюховецкая), Волжане (Самара), Плюшки имени Ярослава Гашека (Тверь), Качели (Екатеринбург), Здесь и сейчас (Москва)
- Жюри: Филипп Воронин, Михаил Башкатов, Елена Гущина, Михаил Стогниенко
- Конкурсы: Приветствие, Музыкальный номер

| Команда           | Приветствие | Муз.номер | Итого |
| ----------------- | ----------- | --------- | ----- |
| Город развлечений | 4,7         | 3,6       | 8,3   |
| НАТЕ              | 5           | 4         | 9     |
| Волжане           | 4,8         | 4         | 8,8   |
| Плюшки            | 4,9         | 3,7       | 8,6   |
| Качели            | 4,9         | 3,8       | 8,7   |
| Здесь и сейчас    | 4,8         | 3,6       | 8,4   |

Результат игры:
1. НАТЕ
2. Волжане
3. Качели
4. Плюшки имени Ярослава Гашека
5. Здесь и сейчас
6. Город развлечений

Члены жюри добрали в четвертьфинал ещё три команды: Сборная Забайкальского края (вторая игра), Сборная ВШЭ (вторая игра) и Сборная СКФУ (первая игра).

#### Четвертьфиналы
Первый ¼ финал
- Дата игры: 13 мая 2016
- Команды: Мега (Москва), Без консервантов (Санкт-Петербург), Волжане (Самара), Ваза (Кемерово), Сборная ВШЭ (Москва), Качели (Екатеринбург), Урал (Нижний Тагил)
- Жюри: Айдар Гараев, Филипп Воронин, Герман Иванов, Сангаджи Тарбаев
- Конкурсы: Приветствие, Фристайл

| Команда          | Приветствие | Фристайл | Итого |
| ---------------- | ----------- | -------- | ----- |
| Мега             | 5           | 4,8      | 9,8   |
| Без консервантов | 4,8         | 5        | 9,8   |
| Волжане          | 4,9         | 4,8      | 9,7   |
| Ваза             | 4,7         | 5        | 9,7   |
| Сборная ВШЭ      | 4,8         | 5        | 9,8   |
| Качели           | 4,7         | 4,5      | 9,2   |
| Урал             | 5           | 4,9      | 9,9   |

Результат игры:
1. Урал
2. Без консервантов; Мега; Сборная ВШЭ
3. Ваза; Волжане
4. Качели

Второй ¼ финал
- Дата игры: 14 мая 2016
- Команды: Есть смысл спасать (Воронеж), НАТЕ (Брюховецкая), Сборная Забайкальского края (Чита), Огни большого города (Москва), Nаполеон Dинамит (Челябинск), Сборная СКФУ (Ставрополь), Уфа (Уфа)
- Жюри: Айдар Гараев, Филипп Воронин, Герман Иванов, Сангаджи Тарбаев
- Конкурсы: Приветствие, Фристайл

| Команда              | Приветствие | Фристайл | Итого |
| -------------------- | ----------- | -------- | ----- |
| Есть смысл спасать   | 4,9         | 4,7      | 9,6   |
| НАТЕ                 | 5           | 4,8      | 9,8   |
| Забайкальский край   | 5           | 4,9      | 9,9   |
| Огни большого города | 4,8         | 4,6      | 9,4   |
| Nаполеон Dинамит     | 4,9         | 5        | 9,9   |
| Сборная СКФУ         | 4,7         | 4,5      | 9,2   |
| Уфа                  | 4,7         | 4,7      | 9,4   |

Результат игры:
1. Nаполеон Dинамит; Сборная Забайкальского края
2. НАТЕ
3. Есть смысл спасать
4. Огни большого города; Уфа
5. Сборная СКФУ

Члены жюри добрали в полуфинал ещё две команды: Ваза (первая игра) и Волжане (первая игра).

#### Полуфиналы
Первый полуфинал
- Дата игры: 15 июня 2016
- Команды: Мега (Москва), Волжане (Самара), Есть смысл спасать (Воронеж), Сборная Забайкальского края (Чита), Nаполеон Dинамит (Челябинск)
- Жюри: Филипп Воронин, Айдар Гараев, Герман Иванов, Евгений Донских
- Конкурсы: Приветствие, Разминка, Фристайл («Вот это поворот!»)

| Команда            | Приветствие | Разминка | общий | Фристайл | Итого |
| ------------------ | ----------- | -------- | ----- | -------- | ----- |
| Мега               | 4,8         | 4,7      | 9,5   | 5        | 14,5  |
| Волжане            | 4,7         | 4,5      | 9,2   | 4,4      | 13,6  |
| Есть смысл спасать | 5           | 5        | 10    | 5        | 15    |
| Забайкальский край | 5           | 4,9      | 9,9   | 4,7      | 14,6  |
| Nаполеон Dинамит   | 5           | 4,7      | 9,7   | 4,7      | 14,4  |

Результат игры:
1. Есть смысл спасать
2. Сборная Забайкальского края
3. Мега
4. Nаполеон Dинамит
5. Волжане

Второй полуфинал
- Дата игры: 16 июня 2016
- Команды: Без консервантов (Санкт-Петербург), Ваза (Кемерово), Сборная ВШЭ (Москва), Урал (Нижний Тагил), НАТЕ (Брюховецкая)
- Жюри: Филипп Воронин, Айдар Гараев, Герман Иванов, Евгений Донских
- Конкурсы: Приветствие, Разминка, Фристайл («Вот это поворот!»)

| Команда          | Приветствие | Разминка | общий | Фристайл | Итого |
| ---------------- | ----------- | -------- | ----- | -------- | ----- |
| Без консервантов | 5           | 4,7      | 9,7   | 4,4      | 14,1  |
| Ваза             | 4,7         | 4,5      | 9,2   | 4,6      | 13,8  |
| Сборная ВШЭ      | 4,8         | 4,6      | 9,4   | 4,6      | 14    |
| Урал             | 5           | 4,9      | 9,9   | 5        | 14,9  |
| НАТЕ             | 5           | 4,9      | 9,9   | 4,9      | 14,8  |

Результат игры:
1. Урал
2. НАТЕ
3. Без консервантов
4. Сборная ВШЭ
5. Ваза

#### Финал
- Дата игры: 31 августа 2016
- Команды: Мега (Москва), НАТЕ (Брюховецкая), Сборная Забайкальского края (Чита), Есть смысл спасать (Воронеж), Урал (Нижний Тагил), Без консервантов (Санкт-Петербург)
- Жюри: Валдис Пельш, Александр Масляков, Юлий Гусман
- Конкурсы: Приветствие, Фристайл («Свой среди своих»)

| Команда            | Приветствие | Фристайл | Итого |
| ------------------ | ----------- | -------- | ----- |
| Мега               | 4           | 5        | 9     |
| НАТЕ               | 5           | 5        | 10    |
| Забайкальский край | 5           | 4        | 9     |
| Есть смысл спасать | 4           | 4        | 8     |
| Урал               | 5           | 4        | 9     |
| Без консервантов   | 4           | 4        | 8     |

Результат игры:
1. НАТЕ
2. Мега; Сборная Забайкальского края; Урал
3. Без консервантов; Есть смысл спасать

Чемпионом Премьер-лиги 2016 стала команда «НАТЕ»
- Во втором конкурсе с командами выступали: «Мега» — Алексей Рыжов, Алексей Серов и Анна Хохлова (группа «Дискотека Авария»), «Без консервантов» — Юрий Гальцев, Сборная Забайкальского края — Мигель, «Урал» — Марина Федункив, «Есть смысл спасать» — Анна Семенович, «НАТЕ» — Александр Морозов, Николай Бандурин, Карен Аванесян и Николай Лукинский.
- Помимо чемпионов, в Высшую лигу были приглашены все три вице-чемпиона.
- До сезона 2016 чемпионами Премьер-лиги становились команды из первых полуфиналов в чётных годах, и команды из вторых полуфиналов в нечётных годах (в сезоне 2004 было два чемпиона, один из первого, другой из второго полуфинала). Команда «НАТЕ» нарушила эту «традицию», став чемпионом в чётном году несмотря на попадание в финал со второго полуфинала.

### Команды, попавшие в Высшую лигу
В Высшую лигу КВН 2017 попали команды:
1. НАТЕ — в качестве чемпионов
2. Урал — по специальному приглашению
3. Мега — по специальному приглашению
4. Сборная Забайкальского края — по специальному приглашению
5. Nаполеон Dинамит — по результатам фестиваля «КиВиН 2017»
6. Без консервантов — по результатам фестиваля «КиВиН 2017»
7. Плюшки имени Ярослава Гашека — по результатам фестиваля «КиВиН 2017»
8. Сборная ВШЭ — по результатам фестиваля «КиВиН 2017»

## Члены жюри
В жюри сидели 12 человек.
7 игр
- Филипп Воронин

6 игр
- Айдар Гараев

4 игры
- Герман Иванов

3 игры
- Михаил Башкатов
- Сангаджи Тарбаев

2 игры
- Евгений Донских

1 игра
- Георгий Гигашвили
- Юлий Гусман
- Елена Гущина
- Александр Васильевич Масляков
- Валдис Пельш
- Михаил Стогниенко

### Видео
- Все игры сезона

## Сезон 2017
Сезон Премьер-лиги КВН 2017 года — 15-й сезон Премьер-лиги КВН.
После сокращения состава в предыдущем сезоне, количество команд вновь было расширено до 24 в Премьер-лиге 2017 года. Среди участников сезона 2016 на очередной год остались финалисты «Есть смысл спасать», полуфиналисты «Волжане» и четвертьфиналисты «Огни большого города».
Среди новичков Премьер-лиги в сезон были приглашены чемпионы различных лиг — Лиги Москвы и Подмосковья, лиги «Азия», лиги «Поволжье», а также чемпионы Первой лиги — команда «Так-то» из Красноярска. Среди городов, представленных несколькими командами не только Москва (5 команд), но и Воронеж (2 команды), Краснодар (3 команды) и Челябинск (2 команды). Среди московских команд оказалась и Сборная РУДН, команда с опытом игры в Высшей лиге, которая после сезона 2014, в котором дошла до полуфинала, потерпела три неудачные попытки вернуться в главную лигу КВН. После двух сезонов, проведённых в Международной лиге, четвёртой по значимости, команда РУДН была приглашена в Премьер-лигу. Также, несмотря на заявление «АМиК», что составы телелиг будут формироваться исключительно из команд телевизионных и центральных лиг, в сезон была приглашена и команда НГУ «Я обиделась», которая не играла в официальных лигах, и сезон 2016 провела в неофициальной открытой лиге КВН города Новосибирска.
В связи с расширением сезона до 24 команд произошли изменения в первом этапе сезона. На стадии 1/8-й финала все команды играют только один конкурс — приветствие, и члены жюри отбирают из каждой игры по три команды в четвертьфинал, и ещё две переходят в режим ожидания.
Очередным новшеством сезона стала новая вариация конкурса «биатлон» под названием «шаг вперёд», отличающаяся тем, что после каждой шутки члены жюри голосованием определяют, сделает команда шаг вперёд или останется на месте. «Цена» каждого такого шага — 0,2 балла. Круг, в котором одной команде удаётся набрать 1 балл, объявляется последним.

### Состав
В сезон Премьер-лиги 2017 были приглашены 24 команды:
1. Казань (Казань) — обладатели Кубка чемпионов центральных лиг, чемпионы лиги «Поволжье»
2. Чуваши (Чебоксары) — чемпионы Лиги Москвы и Подмосковья
3. Я обиделась (Новосибирск) — в официальных лигах не участвовали
4. Девичья сборная ЮУрГУ (Челябинск) — финалисты Уральской лиги, финалисты «М-лиги»
5. Сборная вузов Чеченской республики (Грозный) — финалисты лиги «Поволжье»
6. Меган Фокс (Москва) — финалисты Краснодарской лиги, финалисты Московской студенческой лиги
7. Флэш-рояль (Ростов-на-Дону) — финалисты Краснодарской лиги
8. Top Secret (Краснодар) — вице-чемпионы Краснодарской лиги
9. Сборная бывших спортсменов (Пермь) — финалисты Лиги Москвы и Подмосковья
10. Подъём (Москва) — финалисты Лиги Москвы и Подмосковья (под названием «Отдел № 4»)
11. Голливуд (Воронеж) — чемпионы лиги «Старт»
12. Кино (Иркутск) — чемпионы лиги «Азия»
13. Летняя сборная (Краснодар) — чемпионы Краснодарской лиги
14. КубГУ (Краснодар) — четвертьфиналисты Международной лиги, финалисты Краснодарской лиги
15. Первая олимпийская (Москва) — полуфиналисты Первой лиги
16. Женская сборная Хабаровского края (Хабаровск) — полуфиналисты Первой лиги[54]
17. Сборная Тульской области (Тула) — финалисты Международной лиги
18. Факультет управления качеством (Ижевск) — финалисты Международной лиги
19. Театр уральского зрителя (Челябинск) — финалисты Первой лиги
20. Так-то (Красноярск) — чемпионы Первой лиги
21. RUDN University (Москва) — полуфиналисты Международной лиги, играли в Высшей лиге в 2014 году, ранее назывались «Сборная РУДН»
22. Огни большого города (Москва) — третий сезон в Премьер-лиге
23. Волжане (Самара) — второй сезон в Премьер-лиге
24. Есть смысл спасать (Воронеж) — второй сезон в Премьер-лиге

Чемпионом сезона стала команда «Театр уральского зрителя».

### Игры

#### ⅛ финала
Первая ⅛ финала
- Дата игры: 28 февраля 2017
- Команды: Есть смысл спасать (Воронеж), RUDN University (Москва), Я обиделась (Новосибирск), КубГУ (Краснодар), Меган Фокс (Москва), Голливуд (Воронеж), Казань (Казань), Сборная Тульской области (Тула)
- Жюри: Эльдияр Кененсаров, Филипп Воронин, Герман Иванов, Валерий Равдин
- Конкурс: Приветствие

Результат игры:
1. Казань; RUDN University; КубГУ — прошли в четвертьфинал
2. Сборная Тульской области; Есть смысл спасать — в режиме ожидания
3. Меган Фокс; Голливуд; Я обиделась — не прошли в четвертьфинал

Вторая ⅛ финала
- Дата игры: 1 марта 2017
- Команды: Первая олимпийская (Москва), Женская сборная Хабаровского края (Хабаровск), Top Secret (Краснодар), Сборная вузов Чеченской республики (Грозный), Флэш-Рояль (Ростов-на-Дону), Кино (Иркутск), Театр уральского зрителя (Челябинск), Волжане (Самара)
- Жюри: Айдар Гараев, Герман Иванов, Эльдияр Кененсаров, Филипп Воронин
- Конкурс: Приветствие

Результат игры:
1. Сборная вузов Чеченской республики; Волжане; Top Secret — прошли в четвертьфинал
2. Женская сборная Хабаровского края; Театр уральского зрителя — в режиме ожидания
3. Кино; Флэш-Рояль; Первая олимпийская — не прошли в четвертьфинал

Третья ⅛ финала
- Дата игры: 2 марта 2017
- Команды: Огни большого города (Москва), Девичья сборная ЮУрГУ (Челябинск), Летняя сборная (Краснодар), Подъём (Москва), Сборная бывших спортсменов (Пермь), Так-то (Красноярск), Факультет управления качеством (Ижевск), Чуваши (Чебоксары)
- Жюри: Айдар Гараев, Герман Иванов, Эльдияр Кененсаров, Филипп Воронин
- Конкурс: Приветствие

Результат игры:
1. Так-то; Сборная бывших спортсменов; Подъём — прошли в четвертьфинал
2. Летняя сборная; Чуваши — в режиме ожидания
3. Факультет управления качеством; Девичья сборная ЮУрГУ; Огни большого города — не прошли в четвертьфинал

- «Подъём» стала первой полицейской командой, прошедшей в четвертьфинал Премьер-лиги КВН.
- На этой игре за «Сборную бывших спортсменов» выступил Алексей Ягудин.

Из режима ожидания в четвертьфинал были отобраны следующие три коллектива: Сборная Тульской области (первая игра), Театр уральского зрителя (вторая игра), Летняя сборная (третья игра).

#### Четвертьфиналы
Первый ¼ финал
- Дата игры: 26 апреля 2017
- Команды: Сборная бывших спортсменов (Пермь), Казань (Казань), Волжане (Самара), Top Secret (Краснодар), Летняя сборная (Краснодар), Театр уральского зрителя (Челябинск)
- Жюри: Филипп Воронин, Алексей Корда, Герман Иванов, Сангаджи Тарбаев
- Конкурсы: Приветствие, Музыкальный фристайл

| Команда                  | Приветствие | Муз. фристайл | Итого |
| ------------------------ | ----------- | ------------- | ----- |
| Сб. бывших спортсменов   | 5           | 5             | 10    |
| Казань                   | 4,7         | 4,6           | 9,3   |
| Волжане                  | 4,8         | 5             | 9,8   |
| Top Secret               | 4,6         | 4,7           | 9,3   |
| Летняя сборная           | 4,8         | 4,7           | 9,5   |
| Театр уральского зрителя | 5           | 4,9           | 9,9   |

Результат игры:
1. Сборная бывших спортсменов
2. Театр уральского зрителя
3. Волжане
4. Летняя сборная
5. Казань; Top Secret

- В музыкальном фристайле «Волжан» принял участие Сергей Войтенко.

Второй ¼ финал
- Дата игры: 27 апреля 2017
- Команды: Так-то (Красноярск), Сборная вузов Чеченской республики (Грозный), RUDN University (Москва), Подъём (Москва), КубГУ (Краснодар), Сборная Тульской области (Тула)
- Жюри: Филипп Воронин, Алексей Корда, Герман Иванов, Сангаджи Тарбаев
- Конкурсы: Приветствие, Музыкальный фристайл

| Команда                  | Приветствие | Муз. фристайл | Итого |
| ------------------------ | ----------- | ------------- | ----- |
| Так-то                   | 5           | 4,9           | 9,9   |
| Сборная вузов            | 5           | 4,8           | 9,8   |
| RUDN University          | 4,9         | 5             | 9,9   |
| Подъём                   | 4,9         | 5             | 9,9   |
| КубГУ                    | 4,8         | 4,7           | 9,5   |
| Сборная Тульской области | 4,7         | 4,7           | 9,4   |

Результат игры:
1. RUDN University; Так-то; Подъём
2. Сборная вузов Чеченской республики
3. КубГУ
4. Сборная Тульской области

- Впервые с 2006 года в полуфинал Премьер-лиги прошло восемь команд.
- В музыкальном фристайле команды КубГУ приняла участие Варвара Визбор.

#### Полуфиналы
Первый полуфинал
- Дата игры: 4 июня 2017
- Команды: Так-то (Красноярск), RUDN University (Москва), Сборная бывших спортсменов (Пермь), Летняя сборная (Краснодар)
- Жюри: Герман Иванов, Михаил Башкатов, Алексей Кривеня, Евгений Донских, Филипп Воронин
- Конкурсы: Приветствие, Биатлон — Шаг вперёд, Фристайл (со звездой)

| Команда                | Приветствие | Шаг вперёд | общий | Фристайл | Итого |
| ---------------------- | ----------- | ---------- | ----- | -------- | ----- |
| Так-то                 | 5           | 1          | 6     | 5        | 11    |
| RUDN University        | 4,9         | 0,6        | 5,5   | 5        | 10,5  |
| Сб. бывших спортсменов | 4,9         | 1          | 5,9   | 5        | 10,9  |
| Летняя сборная         | 4,8         | 0,6        | 5,4   | 4,9      | 10,3  |

Результат игры:
1. Так-то
2. Сборная бывших спортсменов
3. RUDN University
4. Летняя сборная

- На полуфинальном этапе игрался конкурс «Шаг вперёд» — каждая команда читает по одной шутке, если шутка понравилась жюри, команда получает 0,2 балла. Конкурс продолжается до того, как одна из команд наберёт 1 балл.
- Во фристайле со звездой играли: за «Летнюю сборную» — все участники команды «Русская дорога», кроме сидевшего в жюри Алексея Кривени, за «Сборную бывших спортсменов» — Николай Наумов и Алексей Базанов, за Сборную РУДН — Владимир Сычёв и Сергей Бадюк, за «Так-то» — Семён Слепаков, Денис Дорохов, Михаил Стогниенко и Валерий Равдин.

Второй полуфинал
- Дата игры: 5 июня 2017
- Команды: Подъём (Москва), Сборная вузов Чеченской республики (Грозный), Волжане (Самара), Театр уральского зрителя (Челябинск)
- Жюри: Михаил Башкатов, Алексей Кривеня, Михаил Стогниенко, Герман Иванов, Филипп Воронин
- Конкурсы: Приветствие, Биатлон — Шаг вперёд, Фристайл (со звездой)

| Команда                  | Приветствие | Шаг вперёд | общий | Фристайл | Итого |
| ------------------------ | ----------- | ---------- | ----- | -------- | ----- |
| Подъём                   | 5           | 0,8        | 5,8   | 5        | 10,8  |
| Сборная вузов            | 5           | 1          | 6     | 4,6      | 10,6  |
| Волжане                  | 4,8         | 1          | 5,8   | 4,8      | 10,6  |
| Театр уральского зрителя | 4,9         | 1          | 5,9   | 4,8      | 10,7  |

Результат игры:
1. Подъём
2. Театр уральского зрителя
3. Сборная вузов Чеченской республики; Волжане

- Во фристайле со звездой играли: за Сборную вузов Чеченской республики — Эрмек Кененсаров, за «Театр уральского зрителя» — Станислав Ярушин, за «Подъём» — Алексей Воробьёв, за «Волжан» — Богдан Лисевский, Сергей Писаренко, Александр Волохов и Борис Грачевский.

Дополнительно в финал прошла также сборная RUDN University (первая игра).

#### Финал
- Дата игры: 5 сентября 2017
- Команды: Так-то (Красноярск), RUDN University (Москва), Сборная бывших спортсменов (Пермь), Подъём (Москва), Театр уральского зрителя (Челябинск)
- Жюри: Дмитрий Нагиев, Александр Масляков, Юлий Гусман
- Конкурсы: Приветствие, Биатлон — Шаг вперёд, Музыкальный фристайл

| Команда                  | Приветствие | Шаг вперёд | общий | Муз. фристайл | Итого |
| ------------------------ | ----------- | ---------- | ----- | ------------- | ----- |
| Так-то                   | 5           | 0,6        | 5,6   | 5             | 10,6  |
| RUDN University          | 4           | 1          | 5     | 5             | 10    |
| Сб. бывших спортсменов   | 4           | 0,6        | 4,6   | 5             | 9,6   |
| Подъём                   | 5           | 0,4        | 5,4   | 5             | 10,4  |
| Театр уральского зрителя | 5           | 0,8        | 5,8   | 5             | 10,8  |

Результат игры:
1. Театр уральского зрителя
2. Так-то
3. Подъём
4. RUDN University
5. Сборная бывших спортсменов

Чемпионом сезона стала команда «Театр уральского зрителя».
- В приветствии «Театра уральского зрителя» принял участие Юрий Куклачёв; в музыкальном фристайле «Сборной бывших спортсменов» приняла участие Ольга Зайцева.
- Команда «Театр уральского зрителя» стала вторым чемпионом, занявшим своё единственное первое место в Премьер-лиге в финальной игре (после Сборной МФЮА в 2013 году); и третьим, занявшим единственное первое место в чемпионском сезоне в финальной игре (команда «Полиграф Полиграфыч» в чемпионском сезоне 2008 заняла первое место только в финале, но при этом, ей также удалось занять первое место в своей 1/8-й финала в сезоне 2007). В отличие от МФЮА и Омской команды, челябинцы стали единоличными чемпионами и не разделили первое место в финале с другой командой.

### Команды, попавшие в Высшую лигу
В Высшую лигу КВН 2018 попали команды:
1. Театр уральского зрителя — в качестве чемпионов
2. Так-то — по специальному приглашению
3. RUDN University — по специальному приглашению
4. Подъём — по специальному приглашению
5. Сборная бывших спортсменов — по специальному приглашению
6. Сборная вузов Чеченской республики — по результатам фестиваля «КиВиН 2018»

## Члены жюри
В жюри сидели 14 человек.
7 игр
- Филипп Воронин
- Герман Иванов

3 игры
- Эльдияр Кененсаров

2 игры
- Михаил Башкатов
- Айдар Гараев
- Алексей Корда
- Алексей Кривеня
- Сангаджи Тарбаев

1 игра
- Юлий Гусман
- Евгений Донских
- Александр Васильевич Масляков
- Дмитрий Нагиев
- Валерий Равдин
- Михаил Стогниенко

## Сезон 2018
Сезон Премьер-лиги КВН 2018 года — 16-й сезон Премьер-лиги КВН.
В сезон были приглашены 24 команды, среди которых оказались и участники Высшей лиги 2017 «Мега», для которых этот сезон — третий. Также, в свой третий сезон в Премьер-лиге была приглашена команда «Волжане». Среди новичков, выпускники различных лиг КВН, включая чемпионов Международной лиги — «Шурочка» из посёлка городского типа Семибратово. Команда «Первая олимпийская» стала чемпионом Первой лиги, и вернулась на второй сезон.
Также в сезон приглашены «Актёры» — команда из профессиональных актёров; «Центр культуры» — первая с 2014 года украинская команда, попавшая в теле-лигу; а также первая моно-команда (команда из одного человека), попавшая в телевизионную лигу — ярославская «Красная фурия».

### Состав
В сезон Премьер-лиги 2018 были приглашены 24 команды:
1. Сурский край (Пенза) — обладатели Кубка чемпионов, чемпионы лиги «Поволжье»
2. Шурочка (Семибратово) — чемпионы Международной лиги
3. Сборная Коргалжинo (Коргалжын) — чемпионы Северной лиги
4. Михаил Дудиков (Ставрополь) — чемпионы Донской лиги, чемпионы лиги «Кавказ»[68]
5. Рязанский проспект (Москва) — полуфиналисты Юго-западной лиги, четвертьфиналисты Лиги Москвы и Подмосковья
6. Красная фурия (Ярославль) — финалистка лиги «Поволжье», чемпионка лиги «ЗАПСИБ»
7. Город снов (Элиста) — финалисты Лиги Москвы и Подмосковья
8. Сборная Хабаровского края (Хабаровск) — чемпионы Тихоокеанской лиги
9. Семейные штучки (Ростов-на-Дону — Азов) — четвертьфиналисты Международной лиги, выступали под названием «19:30»
10. Центр культуры (Луганск) — четвертьфиналисты Международной лиги
11. Умные люди (Рязань) — четвертьфиналисты Международной лиги
12. ИН!ЯЗ! (Минск) — финалисты Международной лиги[69]
13. Смородина (Кемерово) — участники Первой лиги, вице-чемпионы лиги «Азия»
14. Актёры (Санкт-Петербург) — участники Первой лиги, полуфиналисты Лиги Москвы и Подмосковья
15. Громокошки (Липецк) — участники Первой лиги, финалисты Донской лиги
16. Система зажигания (Елабуга) — полуфиналисты Первой лиги
17. Город-питон (Волгоград) — полуфиналисты Первой лиги
18. Электрошок (Санкт-Петербург) — полуфиналисты Первой лиги
19. Первая олимпийская (Москва) — второй сезон в Премьер-лиге, чемпионы Первой лиги
20. Девичья сборная ЮУрГУ (Челябинск) — второй сезон в Премьер-лиге, полуфиналисты Первой лиги, чемпионы лиги «ЗАПСИБ»
21. Молодые люди (Иркутск) — второй сезон в Премьер-лиге, участники Первой лиги, чемпионы лиги «Азия»
22. Казань (Казань) — второй сезон в Премьер-лиге, финалисты Первой лиги
23. Волжане (Самара) — третий сезон в Премьер-лиге
24. Мега (Москва) — третий сезон в Премьер-лиге, четвертьфиналисты Высшей лиги

Чемпионом сезона стала команда «Громокошки».

### Игры

#### ⅛ финала
Первая ⅛ финала
- Дата игры: 1 апреля 2018
- Команды: Шурочка (Семибратово), 19:30 (Ростов-на-Дону — Азов), Сборная Коргалжино (Астана), Умные люди (Рязань), Электрошок (Санкт-Петербург), Молодые люди (Иркутск), Первая олимпийская (Москва), Михаил Дудиков (Ставрополь)
- Жюри: Сергей Кашников, Айдар Гараев, Эльдияр Кененсаров, Евгений Донских, Дмитрий Бушуев
- Конкурс: Приветствие

Результат игры:
1. Электрошок; Михаил Дудиков; Шурочка — прошли в четвертьфинал
2. Первая олимпийская; Умные люди — в режиме ожидания
3. 19:30; Молодые люди; Сборная Коргалжино — не прошли в четвертьфинал

- На этой игре за команду «Первая олимпийская» выступил Алесь Мухин.

Вторая ⅛ финала
- Дата игры: 2 апреля 2018
- Команды: Рязанский проспект (Москва), Система зажигания (Елабуга), Центр культуры (Луганск), ИН!ЯЗ! (Минск), Громокошки (Липецк), Девичья сборная ЮУрГУ (Челябинск), Казань (Казань), Волжане (Самара)
- Жюри: Эльдияр Кененсаров, Айдар Гараев, Дмитрий Бушуев, Дмитрий Хрусталёв, Евгений Донских
- Конкурс: Приветствие

Результат игры:
1. Казань; Волжане; Система зажигания — прошли в четвертьфинал
2. Громокошки; Рязанский проспект — в режиме ожидания
3. ИН!ЯЗ!; Центр культуры; Девичья сборная ЮУрГУ — не прошли в четвертьфинал

Третья ⅛ финала
- Дата игры: 3 апреля 2018
- Команды: Сборная Хабаровского края (Хабаровск), Город снов (Элиста), Город-питон (Волгоград), Сурский край (Пенза), Красная фурия (Ярославль), Актёры (Санкт-Петербург), Мега (Москва)
- Жюри: Эльдияр Кененсаров, Айдар Гараев, Дмитрий Бушуев, Дмитрий Хрусталёв, Евгений Донских
- Конкурс: Приветствие

Результат игры:
1. Город снов; Красная фурия; Актёры — прошли в четвертьфинал
2. Мега; Сборная Хабаровского края — в режиме ожидания
3. Город-питон; Сурский край — не прошли в четвертьфинал

После пожара в торговом центре «Зимняя вишня» кемеровская команда «Смородина» приняла решение не участвовать в 1/8-й финала. ТТО «АМиК» позволил команде начать сезон с четвертьфинала.
К командам, прошедшим в четвертьфинал напрямую, и к команде Смородина, члены жюри решили присоединить следующие коллективы: Громокошки (вторая игра), Мега, Сборная Хабаровского края (обе — третья игра), а также, несмотря на то, что они не были в режиме ожидания — 19:30 (первая игра).

#### Четвертьфиналы
Первый ¼ финал
- Дата игры: 14 мая 2018
- Команды: Казань (Казань), Мега (Москва), Электрошок (Санкт-Петербург), Михаил Дудиков (Ставрополь), Смородина (Кемерово), Сборная Хабаровского края (Хабаровск), Красная фурия (Ярославль)
- Жюри: Алексей Кривеня, Михаил Башкатов, Дмитрий Бушуев, Евгений Донских, Екатерина Скулкина
- Конкурсы: Приветствие, Музыкальный фристайл

| Команда               | Приветствие | Муз. фристайл | Итого |
| --------------------- | ----------- | ------------- | ----- |
| Казань                | 4,8         | 3,8           | 8,6   |
| Мега                  | 4,8         | 3,7           | 8,5   |
| Электрошок            | 4,9         | 3,9           | 8,8   |
| Михаил Дудиков        | 4,9         | 4             | 8,9   |
| Смородина             | 4,9         | 3,7           | 8,6   |
| Сб. Хабаровского края | 4,9         | 3,8           | 8,7   |
| Красная фурия         | 5           | 4             | 9     |

Результат игры:
1. Красная фурия
2. Михаил Дудиков
3. Электрошок
4. Сборная Хабаровского края
5. Казань; Смородина
6. Мега

- Команда «Мега» стала первой, сыгравшей 10 игр в Премьер-лиге КВН.
- За команду из Хабаровска в музыкальном фристайле выступил Виталий Гогунский.

Второй ¼ финал
- Дата игры: 15 мая 2018
- Команды: Громокошки (Липецк), Город снов (Элиста), Актёры (Санкт-Петербург), Волжане (Самара), Шурочка (Семибратово), 19:30 (Ростов-на-Дону — Азов), Система зажигания (Елабуга)
- Жюри: Богдан Лисевский, Дмитрий Хрусталёв, Дмитрий Бушуев, Евгений Донских, Екатерина Скулкина
- Конкурсы: Приветствие, Музыкальный фристайл

| Команда           | Приветствие | Муз. фристайл | Итого |
| ----------------- | ----------- | ------------- | ----- |
| Громокошки        | 5           | 3,9           | 8,9   |
| Город снов        | 5           | 4             | 9     |
| Актёры            | 5           | 3,8           | 8,8   |
| Волжане           | 4,9         | 3,8           | 8,7   |
| Шурочка           | 4,9         | 3,6           | 8,5   |
| 19:30             | 4,8         | 3,6           | 8,4   |
| Система зажигания | 4,8         | 3,5           | 8,3   |

Результат игры:
1. Город снов
2. Громокошки
3. Актёры
4. Волжане
5. Шурочка
6. 19:30
7. Система зажигания

Решением жюри в полуфинал также проходят команды Казань (первая игра) и Шурочка (вторая игра).

#### Полуфиналы
Первый полуфинал
- Дата игры: 13 Июня 2018
- Команды: Шурочка (Семибратово), Электрошок (Санкт-Петербург), Красная фурия (Ярославль), Громокошки (Липецк), Волжане (Самара)
- Жюри: Евгений Донских, Дмитрий Хрусталёв, Азамат Мусагалиев, Елена Гущина, Иван Пышненко
- Конкурсы: Приветствие, Фристайл (со звездой)

| Команда       | Приветствие | Фристайл | Итого |
| ------------- | ----------- | -------- | ----- |
| Шурочка       | 4,8         | 5        | 9,8   |
| Электрошок    | 4,9         | 4,9      | 9,8   |
| Красная фурия | 4,7         | 5        | 9,7   |
| Громокошки    | 5           | 4,9      | 9,9   |
| Волжане       | 4,7         | 4,9      | 9,6   |

Результат игры:
1. Громокошки
2. Шурочка; Электрошок
3. Красная фурия
4. Волжане

- На этой игре в приветствии команды «Шурочка» участвовал певец Шура.
- Во фристайле со звездой участвовали следующие приглашённые актёры: «Шурочка» — Валдес Романов («НАТЕ»), Сергей Глушко и Денис Дорохов («Сборная Камызякского края»); «Волжане» — Алексей Юрьянов («Так-то»), Дмитрий Бушуев («Вятка»), Малик Хасенов («Астана.kz»), Александр Волохов, Василина Кукушкина и Леонид Копичай («СОК»); «Громокошки» — Светлана Пермякова («Парма») и Анна Калашникова; «Электрошок» — Дмитрий Соколов («Уральские пельмени»); «Красная фурия» — Айдар Гараев («Союз»), Дмитрий Шпеньков («Обычные люди»), Дмитрий Орлов («Nаполеон Dинамит»), Амин Минатуллаев («Борцы») и Аркадий Шестаков («Кефир»).

Второй полуфинал
- Дата игры: 14 Июня 2018
- Команды: Город снов (Элиста), Михаил Дудиков (Ставрополь), Актёры (Санкт-Петербург), Сборная Хабаровского края (Хабаровск), Казань (Казань)
- Жюри: Дмитрий Бушуев, Олег Верещагин, Станислав Ярушин, Азамат Мусагалиев, Евгений Донских
- Конкурсы: Приветствие, Фристайл (со звездой)

| Команда               | Приветствие | Фристайл | Итого |
| --------------------- | ----------- | -------- | ----- |
| Город снов            | 5           | 5        | 10    |
| Михаил Дудиков        | 4,8         | 4,7      | 9,5   |
| Актёры                | 5           | 5        | 10    |
| Сб. Хабаровского края | 4,9         | 4,6      | 9,5   |
| Казань                | 4,7         | 4,7      | 9,4   |

Результат игры:
1. Город снов; Актёры
2. Михаил Дудиков; Сборная Хабаровского края
3. Казань

- Во фристайле со звездой участвовали следующие приглашённые актёры: «Казань» — Богдан Лисевский и команда КВН «Плюшки имени Ярослава Гашека»; Сборная Хабаровского края — Виктор Рыбин и группа «Дюна» (плюс, на экране было показано видео с участием Гарика Харламова, Геннадия Малахова, Александра Реввы, Семёна Слепакова, Михаила Трухина, Дмитрия Грачёва и Дмитрия Нагиева); «Михаил Дудиков» — Аркадий Укупник; «Город снов» — Денис Дорохов («Сборная Камызякского края»), Елена Гущина («Союз») и Сангаджи Тарбаев (РУДН) (также, команде помогал сидящий в жюри Азамат Мусагалиев); «Актёры» — Михаил Башкатов («МаксимуМ»).

Дополнительно, решением жюри в финал проходит команда Михаил Дудиков (вторая игра).

#### Финал
- Дата игры: 5 сентября 2018
- Команды: Город снов (Элиста), Михаил Дудиков (Ставрополь), Актёры (Санкт-Петербург), Громокошки (Липецк), Электрошок (Санкт-Петербург), Шурочка (Семибратово)
- Жюри: Дмитрий Нагиев, Александр Масляков, Татьяна Навка
- Конкурсы: Приветствие, Музыкальный номер («Музыкальный аккорд»)

| Команда        | Приветствие | Муз. Номер | Итого |
| -------------- | ----------- | ---------- | ----- |
| Город снов     | 4           | -          | -     |
| Михаил Дудиков | 5           | -          | -     |
| Актёры         | 5           | -          | -     |
| Громокошки     | 5           | -          | -     |
| Электрошок     | 4           | -          | -     |
| Шурочка        | 5           | -          | -     |

Результат игры:
1. Громокошки
2. Город снов; Актёры
3. Электрошок; Михаил Дудиков; Шурочка

Чемпионом сезона стала команда «Громокошки». Члены жюри решили не оценивать второй конкурс игры, и просто объявить чемпиона и две команды, которые тоже проходят в Высшую лигу.
- На этой игре команда «Шурочка» показала в приветствии номер «встреча выпускников Премьер-лиги», в котором приняли участие: Алексей Королёв («Лас-Вегас», полуфиналисты сезона 2013), Кирилл Лопаткин («Саратов», чемпионы сезона 2013), Дмитрий Кожома («Станция Спортивная», чемпионы сезона 2006), Денис Дорохов («Сборная Камызякского края», финалисты сезона 2011), Дмитрий Бушуев (играл в Премьер-лиге за четыре разные команды: в 2004-м и 2005-м за команду «Вятка-автомат», в 2008-м — за Сборную Ульяновской области, в 2009-м — за команду «25-ая», и в 2010-м стал вице-чемпионом в составе команды «Вятка»), Александр Кравцов («ПриМа», участники сезона 2003 и полуфиналисты сезона 2005). Дорохов появился и во втором конкурсе команды. Также, за команду «Электрошок» вновь выступил Дмитрий Соколов.

### Команды, попавшие в Высшую лигу
В Высшую лигу КВН 2019 попали команды:
1. Громокошки — в качестве чемпионов
2. Город снов — по специальному приглашению
3. Актёры — по специальному приглашению
4. Михаил Дудиков — по результатам фестиваля «КиВиН 2019»
5. Волжане — по результатам фестиваля «КиВиН 2019»
6. Умные люди — по результатам фестиваля «КиВиН 2019»
7. Сборная Коргалжино — по результатам фестиваля «КиВиН 2019»

## Члены жюри
В жюри сидели 18 человек.
7 игр
- Евгений Донских

6 игр
- Дмитрий Бушуев

4 игры
- Дмитрий Хрусталёв

3 игры
- Айдар Гараев
- Эльдияр Кененсаров

2 игры
- Азамат Мусагалиев
- Екатерина Скулкина

1 игра
- Михаил Башкатов
- Олег Верещагин
- Елена Гущина
- Сергей Кашников
- Алексей Кривеня
- Богдан Лисевский
- Александр Васильевич Масляков
- Татьяна Навка
- Дмитрий Нагиев
- Иван Пышненко
- Станислав Ярушин

## Сезон 2019
Сезон Премьер-лиги КВН 2019 года — 17-й сезон Премьер-лиги КВН.
В сезон были приглашены 24 команды, среди которых оказались многие участники Премьер-лиги 2018 года, в том числе финалисты «Электрошок», а также «Город-питон», на этот раз представляющие Москву. Среди прочих команд сезона — чемпионы Первой лиги «Буряты» (в состав этой команды входят участники чемпиона 2015 года «Хара Морин»), команды «Я обиделась» и «Флэш-Рояль» (игравшие в Премьер-лиге в сезоне 2017) и владикавказский «Город 313». Помимо команды «Я обиделась», в сезоне ещё три женских коллектива: «Не такая», «Станция Динамо» и «Клуб благородных девиц».

### Состав
В сезон Премьер-лиги 2019 были приглашены 24 команды, изначально заявленная в сезон команда «Шурочка» (Семибратово) в итоге была заменена на команду «Хорошие парни»:
1. АртБакс (Москва) — полуфиналисты Московской студенческой лиги
2. Океан (Владивосток) — финалисты Тихоокеанской лиги[89]
3. Сборная Арктики (Архангельск) — финалисты лиги «Поволжье»
4. Клуб благородных девиц (Екатеринбург) — финалисты Краснодарской лиги, чемпионы лиги «Свердловск»
5. Тверской бульвар (Москва) — финалисты Краснодарской лиги
6. Новосиб (Новосибирск) — чемпионы лиги «Азия»
7. Хорошие парни (Москва) — полуфиналисты Лиги Москвы и Подмосковья
8. Станция Динамо (Москва) — финалисты Лиги Москвы и Подмосковья
9. Не такая (Москва) — финалисты Лиги Москвы и Подмосковья
10. +7 (Тверь) — финалисты Лиги Москвы и Подмосковья
11. Армянская сборная (Москва) — финалисты Лиги Москвы и Подмосковья, полуфиналисты Юго-Западной лиги
12. Имени меня (Королёв) — участники Первой лиги, чемпионы Лиги Москвы и Подмосковья
13. Доктор Хаусс (Могилёв) — финалисты Международной лиги, чемпионы лиги «Владимирская Русь»
14. Проспект Мира (Красноярск) — участники Первой лиги, финалисты лиги «Азия»
15. Город 313 (Владикавказ) — финалисты Первой лиги
16. Буряты (Иркутск — Улан-Удэ) — чемпионы Первой лиги
17. Рязанский проспект (Москва) — второй сезон в Премьер-лиге, финалисты Краснодарской лиги
18. Город-питон (Москва) — второй сезон в Премьер-лиге, четвертьфиналисты Первой лиги, полуфиналисты Краснодарской лиги
19. Сурский край (Пенза) — второй сезон в Премьер-лиге, полуфиналисты Первой лиги
20. Флэш-Рояль (Ростов-на-Дону) — второй сезон в Премьер-лиге, чемпионы Краснодарской лиги, чемпионы лиги «Армавир»
21. Я обиделась (Новосибирск) — второй сезон в Премьер-лиге, финалисты Международной лиги
22. Семейные штучки (Ростов-на-Дону — Азов) — второй сезон в Премьер-лиге, четвертьфиналисты Международной лиги, чемпионы Донской лиги, выступали под названием «19:30»
23. Сборная Хабаровского края (Хабаровск) — второй сезон в Премьер-лиге, финалисты Тихоокеанской лиги
24. Электрошок (Санкт-Петербург) — второй сезон в Премьер-лиге

Чемпионом сезона стала команда Буряты (Иркутск — Улан-Удэ).

### Игры

#### ⅛ финала
Первая ⅛ финала
- Дата игры: 24 марта 2019 (эфир: 21 июля)
- Команды: Хорошие парни (Москва), Доктор Хаусс (Могилёв), Сборная Арктики (Архангельск), Сурский край (Пенза), Буряты (Иркутск — Улан-Удэ), Станция Динамо (Москва), 19:30 (Ростов-на-Дону — Азов), +7 (Тверь)
- Жюри: Алексей Кривеня, Вадим Галыгин, Михаил Башкатов, Азамат Мусагалиев, Дмитрий Кожома
- Конкурс: Приветствие

Результат игры:
- Решением жюри в четвертьфинал проходят команды Доктор Хаусс, +7, Буряты и Станция Динамо[90][91]. Остальные — в режиме ожидания.
- За команду «Сурский край» выступил Тимур Родригез.

Вторая ⅛ финала
- Дата игры: 25 марта 2019
- Команды: Тверской бульвар (Москва), Клуб благородных девиц (Екатеринбург), АртБакс (Москва), Новосиб (Новосибирск), Электрошок (Санкт-Петербург), Сборная Хабаровского края (Хабаровск), Город-питон (Москва), Город 313 (Владикавказ)
- Жюри: Алексей Кривеня, Вадим Галыгин, Дмитрий Хрусталёв, Азамат Мусагалиев, Дмитрий Кожома
- Конкурс: Приветствие

Результат игры:
- Решением жюри в четвертьфинал проходят команды Новосиб, Город-питон и Город 313[92]. Остальные — в режиме ожидания.

Третья ⅛ финала
- Дата игры: 26 марта 2019
- Команды: Проспект Мира (Красноярск), Не такая (Москва), Океан (Владивосток), Армянская сборная (Москва), Я обиделась (Новосибирск), Рязанский проспект (Москва), Флэш-Рояль (Ростов-на-Дону), Имени меня (Королёв)
- Жюри: Дмитрий Хрусталёв, Вадим Галыгин, Азамат Мусагалиев, Вера Гасаранова, Михаил Башкатов
- Конкурс: Приветствие

Результат игры:
- Решением жюри в четвертьфинал проходят команды Не такая, Армянская сборная и Флэш-Рояль. Остальные — в режиме ожидания.

Добором в четвертьфинал проходят команды: Сурский край (первая игра), Рязанский проспект (третья игра), 19:30 (первая игра) и Я обиделась (третья игра).

#### Четвертьфиналы
Первый четвертьфинал
- Дата игры: 25 апреля 2019
- Команды: Рязанский проспект (Москва), Доктор Хаусс (Могилёв), Я обиделась (Новосибирск), Город 313 (Владикавказ), Не такая (Москва), Флэш-Рояль (Ростов-на-Дону), Сурский край (Пенза)
- Жюри: Дмитрий Бушуев, Вадим Галыгин, Денис Дорохов, Алексей Кривеня, Николай Архипенко
- Конкурсы: Приветствие, Музыкальный фристайл

| Команда            | Приветствие | Муз. фристайл | Итого |
| ------------------ | ----------- | ------------- | ----- |
| Рязанский проспект | 4,8         | 4             | 8,8   |
| Доктор Хаусс       | 5           | 3,9           | 8,9   |
| Я обиделась        | 4,8         | 3,9           | 8,7   |
| Город 313          | 4,7         | 3,8           | 8,5   |
| Не такая           | 4,8         | 3,9           | 8,7   |
| Флэш-Рояль         | 4,9         | 4             | 8,9   |
| Сурский край       | 4,8         | 3,8           | 8,6   |

Результат игры:
1. Флэш-Рояль; Доктор Хаусс
2. Рязанский проспект
3. Не такая; Я обиделась
4. Сурский край
5. Город 313

Второй четвертьфинал
- Дата игры: 26 апреля 2019
- Команды: 19:30 (Ростов-на-Дону — Азов), Новосиб (Новосибирск), Армянская сборная (Москва), Станция Динамо (Москва), Город-питон (Москва), Буряты (Иркутск — Улан-Удэ), +7 (Тверь)
- Жюри: Михаил Башкатов, Алексей Кривеня, Дмитрий Бушуев, Николай Архипенко, Азамат Мусагалиев
- Конкурсы: Приветствие, Музыкальный фристайл

| Команда           | Приветствие | Муз. фристайл | Итого |
| ----------------- | ----------- | ------------- | ----- |
| 19:30             | 4,7         | 3,7           | 8,4   |
| Новосиб           | 4,8         | 3,7           | 8,5   |
| Армянская сборная | 4,9         | 4             | 8,9   |
| Станция Динамо    | 5           | 3,8           | 8,8   |
| Город-питон       | 4,9         | 3,8           | 8,7   |
| Буряты            | 5           | 4             | 9     |
| +7                | 5           | 4             | 9     |

Результат игры:
1. +7; Буряты
2. Армянская сборная
3. Станция Динамо
4. Город-питон
5. Новосиб
6. 19:30

Добором в полуфинал также проходят по две команды из каждой игры: Не такая и Я обиделась (первая игра), Станция Динамо и Город-питон (вторая игра).

#### Полуфиналы
Первый полуфинал
- Дата игры: 31 мая 2019
- Команды: Я обиделась (Новосибирск), Армянская сборная (Москва), Станция Динамо (Москва), Город-питон (Москва), +7 (Тверь)
- Жюри: Алексей Кривеня, Денис Дорохов, Евгений Донских, Иван Пышненко, Дмитрий Бушуев
- Конкурсы: Приветствие, Фристайл со звездой

| Команда           | Приветствие | Фристайл | Итого |
| ----------------- | ----------- | -------- | ----- |
| Я обиделась       | 4,9         | 5        | 9,9   |
| Армянская сборная | 4,8         | 4,8      | 9,6   |
| Станция Динамо    | 5           | 4,7      | 9,7   |
| Город-питон       | 4,8         | 4,9      | 9,7   |
| +7                | 5           | 5        | 10    |

Результат игры:
1. +7
2. Я обиделась
3. Станция Динамо; Город-питон
4. Армянская сборная

- В конкурсе со звездой участвовали: за «Армянскую сборную» — Артём Муратов («Союз») и дуэт Сергей Мясоедов и Андрей Жмыхов («Михаил Дудиков»), за «Я обиделась» — Алексей Маклаков, за «Станцию Динамо» — Алексей Юрьянов («Так-то»), Дмитрий Шипатов и Артём Сизов («Селивановы») и Денис Шуренко, Максим Конюхов и Грант Манасян («Русская дорога»), за «Город-питон» — Яна Кошкина и Александр Бурдашев («Nаполеон Dинамит»), за «+7» — Шура, Кирилл «Руки-базуки» Терешин и Артём Бобцов (Сборная Большого московского государственного цирка).
- Также в приветствии «Города-питона» было показано видео с участием Александра Гудкова, Артёма Шейнина, Юрия Куклачёва и Александра Васильевича Маслякова.

Второй полуфинал
- Дата игры: 1 июня 2019
- Команды: Рязанский проспект (Москва), Доктор Хаусс (Могилёв), Не такая (Москва), Буряты (Иркутск — Улан-Удэ), Флэш-Рояль (Ростов-на-Дону)
- Жюри: Максим Конюхов, Артём Муратов, Евгений Донских, Дмитрий Кожома, Тимофей Куц
- Конкурсы: Приветствие, Фристайл со звездой

| Команда            | Приветствие | Фристайл | Итого |
| ------------------ | ----------- | -------- | ----- |
| Рязанский проспект | 4,8         | 5        | 9,8   |
| Доктор Хаусс       | 4,9         | 5        | 9,9   |
| Не такая           | 4,9         | 4,8      | 9,7   |
| Буряты             | 5           | 4,8      | 9,8   |
| Флэш-Рояль         | 4,9         | 5        | 9,9   |

Результат игры:
1. Флэш-Рояль; Доктор Хаусс
2. Буряты; Рязанский проспект
3. Не такая

- В конкурсе со звездой участвовали: за «Доктор Хаусс» — Ксения Корнева, Вера Гасаранова («Раисы»), Артём Сизов («Селивановы») и Руслан Новиков («Будем дружить семьями»), за «Рязанский проспект» — Валдес Романов («НАТЕ»), Иван Брагин («Так-то»), Руслан Мухтаров («Будем дружить семьями») и Оскар Кучера, за «Не такую» — Дмитрий Бушуев («Вятка»), за «Бурят» — Алексей Кривеня («Русская дорога»), за «Флэш-Рояль» — Дмитрий Дибров и Оксана «Акула» Почепа. Также в конкурсе ростовчан было видео с участием Басты[97].

Добором в финал также проходят ещё по две команды из каждой игры: Станция Динамо, Город-питон, Буряты, Рязанский проспект. Впервые в финал Премьер-лиги КВН прошли восемь команд.

#### Финал
- Дата игры: 6 сентября 2019
- Команды: Рязанский проспект (Москва), Доктор Хаусс (Могилёв), Станция Динамо (Москва), Буряты (Иркутск — Улан-Удэ), Флэш-Рояль (Ростов-на-Дону), Я обиделась (Новосибирск), +7 (Тверь), Город-питон (Москва)
- Жюри: Вячеслав Муругов, Александр Масляков, Михаил Галустян
- Конкурсы: Приветствие, Музыкальный фристайл

| Команда            | Приветствие | Фристайл | Итого |
| ------------------ | ----------- | -------- | ----- |
| Рязанский проспект | 5           | -        | -     |
| Доктор Хаусс       | 5           | -        | -     |
| Станция Динамо     | 5           | -        | -     |
| Буряты             | 5           | -        | -     |
| Флэш-Рояль         | 4           | -        | -     |
| Я обиделась        | 4           | -        | -     |
| +7                 | 4           | -        | -     |
| Город-питон        | 4           | -        | -     |

Результат игры:
1. Буряты
2. Доктор Хаусс; Станция Динамо; Я обиделась
3. Флэш-Рояль; +7; Рязанский проспект; Город-питон

Чемпионом сезона объявлена команда КВН «Буряты».
- Жюри решили не оценивать второй конкурс, а просто объявить чемпиона.
- В Высшую лигу также приглашаются команды «Доктор Хаусс», «Станция Динамо» и «Я обиделась»[101].
- В качестве приглашённых звёзд в игре приняли участие DJ Грув (за «Я обиделась»), Сергей Глушко (за «Город-питон») и Анна Седокова (за «Рязанский проспект»)[102].

### Команды, попавшие в Высшую лигу
В Высшую лигу КВН 2020 попали команды:
1. Буряты — в качестве чемпионов
2. Доктор Хаусс — по специальному приглашению
3. Станция Динамо — по специальному приглашению
4. Я обиделась — по специальному приглашению
5. Город-питон — по результатам фестиваля «КиВиН 2020»
6. Рязанский проспект — по результатам фестиваля «КиВиН 2020»
7. Армянская сборная — по результатам фестиваля «КиВиН 2020»

## Члены жюри
В жюри сидели 18 человек.
5 игр
- Алексей Кривеня

4 игры
- Вадим Галыгин
- Азамат Мусагалиев

3 игры
- Михаил Башкатов
- Дмитрий Бушуев
- Дмитрий Кожома

2 игры
- Николай Архипенко
- Евгений Донских
- Денис Дорохов
- Дмитрий Хрусталёв

1 игра
- Михаил Галустян
- Вера Гасаранова
- Максим Конюхов
- Тимофей Куц
- Александр Васильевич Масляков
- Артём Муратов
- Вячеслав Муругов
- Иван Пышненко

## Сезон 2020
Сезон Премьер-лиги КВН 2020 года — 18-й сезон Премьер-лиги КВН.
В сезон были приглашены 24 команды, шесть из которых уже играли в Премьер-лиге. На второй сезон остались команды «+7», «Не такая», «Имени меня», «Океан» и «Новосиб», на третий сезон — «19:30», усилившиеся Владимиром Берадзе — финалистом сезона 2012 в составе команды «Евразы».
В связи с распространением коронавирусной инфекции в России, было принято решение изменить схему сезона. Этап 1/8-й финала был отменён. Начало сезона было запланировано на июнь, а позже перенесено на август с четырьмя четвертьфиналами по 6 команд в каждом, далее три полуфинала и финал. Во всех играх сезона играется только конкурс приветствие.

### Состав
В сезон Премьер-лиги 2020 были приглашены 24 команды:
1. Для вас! (Мурманск) — финалисты Мурманской лиги
2. Лица Республики (Уфа) — полуфиналисты Лиги Москвы и Подмосковья, чемпионы лиги «Уфа»
3. Ровеньки (Ровеньки) — финалисты Краснодарской лиги
4. Сборная НАО (Нарьян-Мар) — финалисты Краснодарской лиги[106]
5. Сборная ЧГУ (Чебоксары) — финалисты Лиги Москвы и Подмосковья
6. Сборная бывших (Тула) — полуфиналисты Международной лиги[107]
7. Зелёный чемодан (Кемерово) — полуфиналисты Международной лиги, финалисты лиги «Кузбасс»
8. Ласточка (Гомель) — финалисты Международной лиги
9. Росы (Нижний Новгород) — финалисты Международной лиги, чемпионы лиги «Нижний Новгород», выступали под названием «Вологодские росы»
10. Завод (Таганрог) — финалисты Международной лиги, чемпионы Донской лиги
11. Заряд (Владимир) — участники Первой лиги, финалисты Краснодарской лиги
12. HD (Энгельс) — четвертьфиналисты Первой лиги, чемпионы лиги «КВН на Волге»
13. Велосипед (Магадан) — четвертьфиналисты Первой лиги[108]
14. Дайте посмеяться (Камышлов) — полуфиналисты Первой лиги, чемпионы Невской лиги, чемпионы лиги «Свердловск»
15. Сборная холодных КВН городов (Нижний Новгород) — финалисты Первой лиги
16. Сборная города Краснодара (Краснодар) — финалисты Первой лиги[109]
17. Сборная молодых учёных (Москва) — финалисты Первой лиги
18. Улица Плеханова (Москва) — чемпионы Первой лиги, финалисты Лиги Москвы и Подмосковья
19. Имени меня (Королёв) — второй сезон в Премьер-лиге, финалисты Лиги Москвы и Подмосковья
20. Океан (Владивосток) — второй сезон в Премьер-лиге, чемпионы Тихоокеанской лиги
21. Новосиб (Новосибирск) — второй сезон в Премьер-лиге, финалисты лиги «Азия»
22. Семейные штучки (Ростов-на-Дону) — третий сезон в Премьер-лиге, финалисты Краснодарской лиги, выступали под названием «19:30»
23. Не такая (Москва) — второй сезон в Премьер-лиге, финалисты Крымской лиги
24. +7 (Тверь) — второй сезон в Премьер-лиге

Чемпионом сезона стала команда «Росы».

### Игры

#### Четвертьфиналы
Сезон Премьер-лиги начался в августе. Игры прошли при неполных залах.
Первый четвертьфинал
- Дата игры: 1 августа 2020 (эфир: 2 августа)
- Команды: Сборная ЧГУ (Чебоксары), Для вас! (Мурманск), Сборная бывших (Тула), 19:30 (Ростов-на-Дону), +7 (Тверь), Ровеньки (Ровеньки)
- Жюри: Дмитрий Кожома, Виктор Щетков, Михаил Башкатов, Станислав Ярушин, Дмитрий Хрусталёв
- Конкурс: Приветствие

Результат игры:
- Решением жюри в полуфинал проходят команды Сборная бывших, +7 и Ровеньки[111].

Второй четвертьфинал
- Дата игры: 1 августа 2020 (эфир: 9 августа)
- Команды: Заряд (Владимир), Ласточка (Гомель), Океан (Владивосток), Не такая (Москва), Сборная города Краснодара (Краснодар), Дайте посмеяться (Камышлов)
- Жюри: Дмитрий Кожома, Виктор Щетков, Михаил Башкатов, Станислав Ярушин, Дмитрий Хрусталёв
- Конкурс: Приветствие

Результат игры:
- Решением жюри в полуфинал проходят команды Ласточка, Не такая и Дайте посмеяться[111][112].

Третий четвертьфинал
- Дата игры: 2 августа 2020 (эфир: 16 августа)
- Команды: Лица Республики (Уфа), Сборная НАО (Нарьян-Мар), Завод (Таганрог), Зелёный чемодан (Кемерово), Новосиб (Новосибирск), Сборная молодых учёных (Москва)
- Жюри: Михаил Башкатов, Иван Пышненко, Ренат Мухамбаев, Дмитрий Хрусталёв, Дмитрий Бушуев
- Конкурс: Приветствие

Результат игры:
- Решением жюри в полуфинал проходят команды Завод, Новосиб и Сборная молодых учёных[113].
- В выступлении «Сборной молодых учёных» принял участие Прохор Шаляпин.

Четвёртый четвертьфинал
- Дата игры: 2 августа 2020 (эфир: 23 августа)
- Команды: HD (Энгельс), Улица Плеханова (Москва), Велосипед (Магадан), Имени меня (Королёв), Вологодские росы (Нижний Новгород), Сборная холодных КВН городов (Нижний Новгород)
- Жюри: Филипп Воронин, Иван Пышненко, Ренат Мухамбаев, Дмитрий Хрусталёв, Дмитрий Бушуев
- Конкурс: Приветствие

Результат игры:
- Решением жюри в полуфинал проходят команды Имени меня, Вологодские росы и Сборная холодных КВН городов[114].
- В выступлении «Сборной холодных КВН городов» принял участие Валдис Пельш.

Добором проходят шесть команд: из первой игры — Сборная ЧГУ и 19:30, из второй игры — Океан, из третьей игры — Лица Республики, из четвёртой игры — HD и Улица Плеханова.

#### Полуфиналы
Первый полуфинал
- Дата игры: 4 сентября 2020 (эфир: 12 сентября)
- Команды: HD (Энгельс), Ласточка (Гомель), Завод (Таганрог), Имени меня (Королёв), Улица Плеханова (Москва), Дайте посмеяться (Камышлов)
- Жюри: Сангаджи Тарбаев, Екатерина Скулкина, Михаил Башкатов, Дмитрий Кожома, Ксения Корнева
- Конкурс: Приветствие

Результат игры:
- Решением жюри в финал проходят команды HD и Имени меня[115].
- На этой игре за команду «Улица Плеханова» выступила Лада Дэнс. Также, команде из Москвы помогали КВНщики из Высшей лиги Михаил Стогниенко («Плохая компания») и Денис Дорохов («Сборная Камызякского края»), а за команду «HD» выступил Алексей Юрьянов («Так-то»).

Второй полуфинал
- Дата игры: 4 сентября 2020 (эфир: 19 сентября)
- Команды: Лица Республики (Уфа), Новосиб (Новосибирск), Ровеньки (Ровеньки), Океан (Владивосток), Не такая (Москва), Сборная холодных КВН городов (Нижний Новгород)
- Жюри: Сангаджи Тарбаев, Екатерина Скулкина, Михаил Башкатов, Дмитрий Кожома, Денис Дорохов
- Конкурс: Приветствие

Результат игры:
- Решением жюри в финал проходят команды Сборная холодных КВН городов и Ровеньки[116].
- Порядок приветствий в эфире немного отличается от порядка, в котором выступали команды на самой игре. Приветствие команды «Новосиб» было в эфире не вторым, а пятым.
- Двум командам на этой игре помогали КВНщики из Высшей лиги. За команду «Океан» выступил Александр Мадич (Сборная Владивостока), а за команду «Не такая» — Александр «Бурдашев» Шабанов («Nаполеон Dинамит»), Арсений Агапов («Без консервантов»), Нарек Мартиросян («Армянская сборная») и Есбол Бекбулатов (Сборная Снежногорска).

Третий полуфинал
- Дата игры: 7 сентября 2020 (эфир: 26 сентября)
- Команды: Сборная ЧГУ (Чебоксары), 19:30 (Ростов-на-Дону), Сборная бывших (Тула), Сборная молодых учёных (Москва), +7 (Тверь), Вологодские росы (Нижний Новгород)
- Жюри: Сангаджи Тарбаев, Михаил Башкатов, Дмитрий Кожома, Дмитрий Хрусталёв, Вадим Галыгин
- Конкурс: Приветствие

Результат игры:
- Решением жюри в финал проходят команды Сборная молодых учёных и Вологодские росы[117].
- Порядок приветствий в эфире немного отличается от порядка, в котором выступали команды на самой игре. Приветствие команды «19:30» было в эфире не вторым, а пятым.
- За команду «19:30» на этой игре выступил Владимир Маркин, а за «Сборную молодых учёных» — Дмитрий Губерниев. Команде «Вологодские росы» помогал КВНщик из Высшей лиги Никита Никитин («Громокошки»).

Добором проходят в финал команды: Сборная бывших (третья игра) и Улица Плеханова (первая игра).

#### Финал
- Дата игры: 9 сентября 2020 (эфир: 4 октября)
- Команды: Улица Плеханова (Москва), Ровеньки (Ровеньки), HD (Энгельс), Сборная бывших (Тула), Вологодские росы (Нижний Новгород), Имени меня (Королёв), Сборная холодных КВН городов (Нижний Новгород), Сборная молодых учёных (Москва)
- Жюри: Валдис Пельш, Александр Масляков, Дмитрий Хрусталёв
- Конкурс: Приветствие
- Решением жюри чемпионом сезона стала команда Вологодские росы[118].

Результат игры:
1. Вологодские росы
2. Улица Плеханова; Ровеньки; HD; Сборная бывших; Имени меня; Сборная холодных КВН городов; Сборная молодых учёных

- Впервые с сезона 2015 в Высшую лигу напрямую из финала Премьер-лиги попала только команда-чемпион.
- В выступлении «Сборной молодых учёных» приняли участие Митя Фомин и Иван Брагин из команды КВН «Так-то».

### Команды, попавшие в Высшую лигу
В Высшую лигу КВН 2021 попали команды:
1. Росы — в качестве чемпионов
2. Улица Плеханова — в качестве обладателей Кубка мэра Москвы в блоке «Премьер-лига»
3. Сборная молодых учёных — по результатам фестиваля «КиВиН 2021»
4. Имени меня — по результатам фестиваля «КиВиН 2021»
5. Сборная бывших — по результатам фестиваля «КиВиН 2021»
6. Семейные штучки — по результатам фестиваля «КиВиН 2021»

## Члены жюри
В жюри сидели 16 человек.
6 игр
- Михаил Башкатов
- Дмитрий Хрусталёв

5 игр
- Дмитрий Кожома

3 игры
- Сангаджи Тарбаев

2 игры
- Дмитрий Бушуев
- Ренат Мухамбаев
- Иван Пышненко
- Екатерина Скулкина
- Виктор Щетков
- Станислав Ярушин

1 игра
- Филипп Воронин
- Вадим Галыгин
- Денис Дорохов
- Ксения Корнева
- Александр Васильевич Масляков
- Валдис Пельш

## Сезон 2021
Сезон Премьер-лиги КВН 2021 года — 19-й сезон Премьер-лиги КВН, и первый, в котором игры лиги не транслируются по «Первому каналу».
В 2021 году редакторский состав Премьер-лиги изменился. На своих местах остались Михаил Гуликов, Евгений Донских и Владимир Костур, а на место Валерия Равдина пришли Станислав Агафонов («Байкал») и Халед Юсуф (РУДН). На роль ведущего, вместо Александра Маслякова-младшего, были приглашёны капитан команды «Юра» Гар Дмитриев и капитан команды «Экскурсия по городу» Александр Шнайдер.
В сезон Премьер-лиги 2021 была приглашена 21 команда, однако в итоге три команды — «Ровеньки» (Ровеньки), «Неваляшка» (Самара) и «Лица Республики» (Уфа) отказались от участия.
Отсутствие телеэфиров позволило вновь расширить сезон и сыграть больше игр и конкурсов. Этапы 1/8-й и 1/4-й финала состояли из четырёх игр, а полуфиналов было три. До финала дошли четыре команды.

### Состав
Сезон Премьер-лиги КВН 2021 стартовал с 18-ю командами, ещё одна команда начала сезон с четвертьфинала после вылета из Высшей лиги:
1. Имени Янковского (Мурманск — Санкт-Петербург) — финалисты Оружейной лиги, финалисты Крымской лиги
2. Иван Иванов (Москва) — финалисты Московской студенческой лиги
3. Те самые (Ставрополь) — финалисты Донской лиги, выступали под названием «Ещё раз»[123]
4. Сборная Благовещенска (Благовещенск) — финалисты Тихоокеанской лиги
5. Азия Чикас (Красноярск) — финалисты лиги «Азия»
6. Вояж (Томск) — финалисты Лиги Москвы и Подмосковья[124]
7. Леон Киллер (Камышлов) — чемпионы Лиги Москвы и Подмосковья
8. Первый управленческий (Москва) — полуфиналисты Международной лиги
9. Сборная города Егорьевска (Егорьевск) — финалисты Международной лиги, чемпионы Крымской лиги
10. Рожала, знаю! (Ясногорск) — финалисты Международной лиги, чемпионы Юго-Западной лиги
11. Евразия (Челябинск) — финалисты Международной лиги
12. Копы (Кемерово) — финалисты Международной лиги
13. Поэтессы (Санкт-Петербург) — финалисты Первой лиги
14. Зелёный чемодан (Гурьевск) — второй сезон в Премьер-лиге
15. Велосипед (Магадан) — второй сезон в Премьер-лиге
16. Сборная ЧГУ (Чебоксары) — второй сезон в Премьер-лиге
17. HD (Энгельс) — второй сезон в Премьер-лиге
18. Рязанский проспект (Москва) — третий сезон в Премьер-лиге, участники Высшей лиги, финалисты специального турнира Лиги Москвы и Подмосковья
19. Девчонки (Клин) — команда из Высшей лиги, начала сезон с четвертьфинала

Чемпионом стала команда «Те самые».

### Игры

#### ⅛ финала
Первая ⅛ финала
- Дата игры: 11 мая 2021
- Команды: Сборная ЧГУ (Чебоксары), Иван Иванов (Москва), Вояж (Томск), Те самые (Ставрополь), Копы (Кемерово)
- Жюри: Алексей Кривеня, Любовь Астраханцева, Вадим Бакунев, Амин Минатуллаев, Сангаджи Тарбаев
- Конкурсы: Приветствие, Ситуационная разминка, Музыкальный конкурс

| Команда     | Приветствие | Разминка | общий | Муз. конкурс | Итого |
| ----------- | ----------- | -------- | ----- | ------------ | ----- |
| Сборная ЧГУ | 4,6         | 4,8      | 9,4   | 4,2          | 13,6  |
| Иван Иванов | 4,2         | 4,2      | 8,4   | 5            | 13,4  |
| Вояж        | 4,6         | 4,6      | 9,2   | 4,4          | 13,6  |
| Те самые    | 5           | 4,8      | 9,8   | 4,6          | 14,4  |
| Копы        | 4,2         | 4,6      | 8,8   | 4,6          | 13,4  |

Результат игры:
1. Те самые
2. Вояж; Сборная ЧГУ
3. Иван Иванов; Копы

Вторая ⅛ финала
- Дата игры: 12 мая 2021
- Команды: Сборная Благовещенска (Благовещенск), Поэтессы (Санкт-Петербург), Сборная города Егорьевска (Егорьевск), Зелёный чемодан (Гурьевск)
- Жюри: Алексей Кривеня, Вера Гасаранова, Вадим Бакунев, Амин Минатуллаев, Евгений Донских
- Конкурсы: Приветствие, Ситуационная разминка, Музыкальный конкурс

| Команда                   | Приветствие | Разминка | общий | Муз. конкурс | Итого |
| ------------------------- | ----------- | -------- | ----- | ------------ | ----- |
| Сборная Благовещенска     | 4,2         | 4,2      | 8,4   | 4,2          | 12,6  |
| Поэтессы                  | 4,2         | 4,8      | 9     | 4,2          | 13,2  |
| Сборная города Егорьевска | 4,8         | 4,2      | 9     | 5            | 14    |
| Зелёный чемодан           | 4,8         | 4,4      | 9,2   | 5            | 14,2  |

Результат игры:
1. Зелёный чемодан
2. Сборная города Егорьевска
3. Поэтессы
4. Сборная Благовещенска

Третья ⅛ финала
- Дата игры: 14 мая 2021
- Команды: Рожала, знаю! (Ясногорск), Рязанский проспект (Москва), Евразия (Челябинск), Имени Янковского (Мурманск — Санкт-Петербург), HD (Энгельс)
- Жюри: Евгений Донских, Амин Минатуллаев, Артём Муратов, Валентина Тимощук, Алексей Кривеня
- Конкурсы: Приветствие, Ситуационная разминка, Музыкальный конкурс

| Команда            | Приветствие | Разминка | общий | Муз. конкурс | Итого |
| ------------------ | ----------- | -------- | ----- | ------------ | ----- |
| Рожала, знаю!      | 4,2         | 4,6      | 8,8   | 4,4          | 13,2  |
| Рязанский проспект | 5           | 4        | 9     | 4            | 13    |
| Евразия            | 4,6         | 5        | 9,6   | 3,8          | 13,4  |
| Имени Янковского   | 4,8         | 4,4      | 9,2   | 3,6          | 12,8  |
| HD                 | 5           | 4,6      | 9,6   | 4            | 13,6  |

Результат игры:
1. HD
2. Евразия
3. Рожала, знаю!
4. Рязанский проспект
5. Имени Янковского

Четвёртая ⅛ финала
- Дата игры: 15 мая 2021
- Команды: Азия чикас (Красноярск), Первый управленческий (Москва), Велосипед (Магадан), Леон Киллер (Камышлов)
- Жюри: Сергей Душимов, Богдан Лисевский, Валентина Тимощук, Максим Конюхов, Амин Минатуллаев
- Конкурсы: Приветствие, Ситуационная разминка, Музыкальный конкурс

| Команда               | Приветствие | Разминка | общий | Муз. конкурс | Итого |
| --------------------- | ----------- | -------- | ----- | ------------ | ----- |
| Азия чикас            | 5           | 4,2      | 9,2   | 4,4          | 13,6  |
| Первый управленческий | 5           | 5        | 10    | 4,4          | 14,4  |
| Велосипед             | 5           | 4,4      | 9,4   | 5            | 14,4  |
| Леон Киллер           | 4,6         | 5        | 9,6   | 5            | 14,6  |

Результат игры:
1. Леон Киллер
2. Велосипед; Первый управленческий
3. Азия Чикас

Добором в четвертьфинал проходят также команды Иван Иванов (первая игра) и Рязанский проспект (третья игра). Команда Азия Чикас (четвёртая игра) тоже была приглашена в четвертьфинал, но в итоге не смогла принять в нём участие, и продолжила сезон в Первой лиге. Также, с четвертьфинала присоединяется к сезону команда КВН Девчонки, вылетевшая из Высшей лиги.

#### Четвертьфиналы
Первый четвертьфинал
- Дата игры: 22 июня 2021
- Команды: Первый управленческий (Москва), Евразия (Челябинск), Девчонки (Клин), Велосипед (Магадан)
- Жюри: Ксения Корнева, Денис Шуренко, Дмитрий Блохин, Евгений Донских, Михаил Марфин, Александр Масляков-младший
- Конкурсы: Приветствие, Знакомый сюжет, Музыкальный фристайл

| Команда               | Приветствие | СТЭМ | общий | Муз. фристайл | Итого |
| --------------------- | ----------- | ---- | ----- | ------------- | ----- |
| Первый управленческий | 4,7         | 5    | 9,7   | 4,7           | 14,4  |
| Евразия               | 4,5         | 4,8  | 9,3   | 4             | 13,3  |
| Девчонки              | 4,8         | 4,7  | 9,5   | 4,8           | 14,3  |
| Велосипед             | 4,5         | 4    | 8,5   | 4,2           | 12,7  |

Результат игры:
1. Первый управленческий
2. Девчонки
3. Евразия
4. Велосипед

Второй четвертьфинал
- Дата игры: 23 июня 2021
- Команды: НD (Энгельс), Вояж (Томск), Рожала, знаю! (Ясногорск), Зелёный чемодан (Гурьевск)
- Жюри: Ксения Корнева, Денис Шуренко, Дмитрий Блохин, Евгений Донских, Олег Валенцов, Александр Масляков-младший
- Конкурсы: Приветствие, Знакомый сюжет, Музыкальный фристайл

| Команда         | Приветствие | СТЭМ | общий | Муз. фристайл | Итого |
| --------------- | ----------- | ---- | ----- | ------------- | ----- |
| НD              | 4,5         | 4,8  | 9,3   | 4             | 13,3  |
| Вояж            | 4           | 4    | 8     | 4             | 12    |
| Рожала, знаю!   | 5           | 4,2  | 9,2   | 4             | 13,2  |
| Зелёный чемодан | 5           | 4,7  | 9,7   | 4,5           | 14,2  |

Результат игры:
1. Зелёный чемодан
2. HD
3. Рожала, знаю!
4. Вояж

Третий четвертьфинал
- Дата игры: 25 июня 2021
- Команды: Сборная ЧГУ (Чебоксары), Рязанский проспект (Москва), Иван Иванов (Москва), Сборная города Егорьевска (Егорьевск)
- Жюри: Ксения Корнева, Рухин Магеррамов, Денис Шуренко, Любовь Астраханцева, Евгений Донских, Александр Масляков-младший
- Конкурсы: Приветствие, Знакомый сюжет, Музыкальный фристайл

| Команда                   | Приветствие | СТЭМ | общий | Муз. фристайл | Итого |
| ------------------------- | ----------- | ---- | ----- | ------------- | ----- |
| Сборная ЧГУ               | 4           | 3,5  | 7,5   | 4             | 11,5  |
| Рязанский проспект        | 4,5         | 3,7  | 8,2   | 4,9           | 13,1  |
| Иван Иванов               | 4,8         | 3,8  | 8,6   | 5             | 13,6  |
| Сборная города Егорьевска | 4,5         | 4,7  | 9,2   | 5             | 14,2  |

Результат игры:
1. Сборная города Егорьевска
2. Иван Иванов
3. Рязанский проспект
4. Сборная ЧГУ

Четвёртый четвертьфинал
- Дата игры: 26 июня 2021
- Команды: Те самые (Ставрополь), Поэтессы (Санкт-Петербург), Леон Киллер (Камышлов)
- Жюри: Ксения Корнева, Сангаджи Тарбаев, Рухин Магеррамов, Денис Шуренко, Евгений Донских, Александр Масляков-младший
- Конкурсы: Приветствие, Знакомый сюжет, Музыкальный фристайл

| Команда     | Приветствие | СТЭМ | общий | Муз. фристайл | Итого |
| ----------- | ----------- | ---- | ----- | ------------- | ----- |
| Те самые    | 5           | 4,8  | 9,8   | 4             | 13,8  |
| Поэтессы    | 4,3         | 4,3  | 8,6   | 4,2           | 12,8  |
| Леон Киллер | 4,5         | 5    | 9,5   | 3,8           | 13,3  |

Результат игры:
1. Те самые
2. Леон Киллер
3. Поэтессы

Добором в полуфинал прошли команды, занявшие третьи места: Евразия (первая игра), Рожала, знаю! (вторая игра), Рязанский проспект (третья игра), Поэтессы (четвёртая игра).
Перед полуфиналами команда «HD» заявила об уходе из КВН.

#### Полуфиналы
Первый полуфинал
- Дата игры: 28 сентября 2021
- Команды: Девчонки (Клин), Иван Иванов (Москва), Рязанский проспект (Москва), Леон Киллер (Камышлов)
- Жюри: Евгений Донских, Рухин Магеррамов, Юсиф Юсифов, Михаил Марфин, Сангаджи Тарбаев
- Конкурсы: Приветствие, Ситуационная разминка, Музыкальный конкурс

| Команда            | Приветствие | Разминка | общий | Муз. конкурс | Итого |
| ------------------ | ----------- | -------- | ----- | ------------ | ----- |
| Девчонки           | 4,4         | 0,8      | 5,2   | 4,4          | 9,6   |
| Иван Иванов        | 4,2         | 0,7      | 4,9   | 5            | 9,9   |
| Рязанский проспект | 5           | 0,5      | 5,5   | 4,6          | 10,1  |
| Леон Киллер        | 4,6         | 1        | 5,6   | 4,8          | 10,4  |

Результат игры:
1. Леон Киллер
2. Рязанский проспект
3. Иван Иванов
4. Девчонки

Второй полуфинал
- Дата игры: 29 сентября 2021
- Команды: Первый управленческий (Москва), Поэтессы (Санкт-Петербург), Зелёный чемодан (Гурьевск)
- Жюри: Ксения Корнева, Юсиф Юсифов, Михаил Марфин, Алексей Кривеня, Евгений Донских
- Конкурсы: Приветствие, Ситуационная разминка, Музыкальный конкурс

| Команда               | Приветствие | Разминка | общий | Муз. конкурс | Итого |
| --------------------- | ----------- | -------- | ----- | ------------ | ----- |
| Первый управленческий | 4,6         | 1        | 5,6   | 3,8          | 9,4   |
| Поэтессы              | 4,4         | 0,8      | 5,2   | 4            | 9,2   |
| Зелёный чемодан       | 4,8         | 0,7      | 5,5   | 4,8          | 10,3  |

Результат игры:
1. Зелёный чемодан
2. Первый управленческий
3. Поэтессы

Третий полуфинал
- Дата игры: 30 сентября 2021
- Команды: Евразия (Челябинск), Рожала, знаю! (Ясногорск), Те самые (Ставрополь), Сборная города Егорьевска (Егорьевск)
- Жюри: Ксения Корнева, Михаил Марфин, Евгений Донских, Юсиф Юсифов, Рухин Магеррамов
- Конкурсы: Приветствие, Ситуационная разминка, Музыкальный конкурс

| Команда                   | Приветствие | Разминка | общий | Муз. конкурс | Итого |
| ------------------------- | ----------- | -------- | ----- | ------------ | ----- |
| Евразия                   | 4,2         | 0,8      | 5     | 4            | 9     |
| Рожала, знаю!             | 4           | 0,5      | 4,5   | 4,2          | 8,7   |
| Те самые                  | 4,8         | 0,7      | 5,5   | 4,6          | 10,1  |
| Сборная города Егорьевска | 4,6         | 1        | 5,6   | 5            | 10,6  |

Результат игры:
1. Сборная города Егорьевска
2. Те самые
3. Евразия
4. Рожала, знаю!

Добором в финал также проходит команда Те самые (Третья игра).

#### Финал
- Дата игры: 3 декабря 2021
- Команды: Зелёный чемодан (Гурьевск), Сборная города Егорьевска (Егорьевск), Те самые (Ставрополь), Леон Киллер (Камышлов)
- Жюри: Александр Масляков-младший, Александр Масляков, Евгений Донских
- Конкурсы: Приветствие, Разминка, Домашнее задание

| Команда                   | Приветствие | Разминка | общий | ДЗ  | Итого |
| ------------------------- | ----------- | -------- | ----- | --- | ----- |
| Зелёный чемодан           | 4,3         | 4        | 8,3   | 5   | 13,3  |
| Сборная города Егорьевска | 4,6         | 4        | 8,6   | 4,6 | 13,2  |
| Те самые                  | 5           | 4,2      | 9,2   | 4,5 | 13,7  |
| Леон Киллер               | 4,3         | 4,2      | 8,5   | 4,4 | 12,9  |

Результат игры:
1. Те самые
2. Зелёный чемодан
3. Сборная города Егорьевска
4. Леон Киллер

Чемпионом Премьер-лиги сезона 2021 стала команда «Те самые».

### Команды, попавшие в Высшую лигу
В Высшую лигу 2022 попали команды:
1. Те самые — в качестве чемпионов
2. Поэтессы — по результатам Кубка мэра Москвы
3. Зелёный чемодан — по результатам фестиваля «КиВиН 2022»
4. Сборная города Егорьевска — по результатам фестиваля «КиВиН 2022»
5. Иван Иванов — по результатам фестиваля «КиВиН 2022»
6. Рязанский проспект — по результатам фестиваля «КиВиН 2022»

## Члены жюри
В жюри сидел 21 человек.
10 игр
- Евгений Донских

6 игр
- Ксения Корнева

5 игр
- Александр Александрович Масляков

4 игры
- Алексей Кривеня
- Рухин Магеррамов
- Михаил Марфин
- Амин Минатуллаев
- Денис Шуренко

3 игры
- Сангаджи Тарбаев
- Юсиф Юсифов (КВНщик)

2 игры
- Любовь Астраханцева
- Вадим Бакунев
- Дмитрий Блохин
- Валентина Тимощук

1 игра
- Олег Валенцов
- Вера Гасаранова
- Сергей Душимов
- Максим Конюхов
- Богдан Лисевский
- Александр Васильевич Масляков
- Артём Муратов

## Сезон 2022
Будет дополнено

### Состав
В сезон Премьер-лиги 2022 были приглашены 22 команды.
1. Батя против (Коломна) — первый сезон в Премьер-лиге
2. Без баб (Москва) — первый сезон в Премьер-лиге
3. БУТА (Баку, Азербайджан) — первый сезон в Премьер-лиге
4. ВВ (Омск) — первый сезон в Премьер-лиге
5. Всё путём (Донецк) — первый сезон в Премьер-лиге
6. Город красивых девушек (Салават) — первый сезон в Премьер-лиге
7. Дуэт имени нет (Донецк) — первый сезон в Премьер-лиге
8. Ищем себя (Красноярск) — первый сезон в Премьер-лиге
9. Макинтош (Тверь) — первый сезон в Премьер-лиге
10. Мастер Муси (РЭУ им. Плеханова, Москва) — первый сезон в Премьер-лиге
11. Моя любимая (Кемерово)— первый сезон в Премьер-лиге
12. Особое мнение (Уфимский юридический институт МВД России, Уфа) — первый сезон в Премьер-лиге
13. Повидло (Кирово-Чепецк) — первый сезон в Премьер-лиге
14. Сборная Чеченского государственного университета (Грозный) — первый сезон в Премьер-лиге
15. СПИКЛ (Саратов) — первый сезон в Премьер-лиге
16. Столица закатов – Город двух N (Нижний Новгород) — первый сезон в Премьер-лиге
17. Это они (Москва) — первый сезон в Премьер-лиге
18. Юрикен (Владикавказ) — первый сезон в Премьер-лиге
19. Я и мои подруги (Красноярск) — первый сезон в Премьер-лиге
20. Евразия (Челябинск)  — второй сезон в Премьер-лиге
21. Первый управленческий (ГУУ, Москва) — второй сезон в Премьер-лиге
22. Сборная Благовещенска (Благовещенск) — второй сезон в Премьер-лиге